# Castillos de Gran Bretaña e Irlanda
Los castillos han jugado un papel importante tanto en el aspecto militar, como en el social y económico en Gran Bretaña e Irlanda desde su introducción tras la conquista normanda de Inglaterra en 1066. Aunque un pequeño número fueron construidos en Inglaterra en los años  1050, los normandos comenzaron a construir castillos de tipo Mota castral y ringworks en grandes cantidades para controlar sus nuevos territorios en Inglaterra y las Marcas Galesas. Durante el siglo XII los normandos comenzaron a emplear piedra en sus construcciones, edificando fortalezas cuadradas (torres de homenaje) con funciones militares y políticas. Los castillos reales se utilizaban para controlar las principales ciudades y los bosques de importancia económica, mientras que los castillos baronales fueron utilizados por los señores normandos para controlar sus estados generalizados. A comienzos del siglo XII, David I de Escocia invitó a los señores Anglonormandos para que le ayudaran a colonizar y controlar áreas de su reino como Galloway; los nuevos señores trajeron la tecnología de los castillos con ellos y empezaron a levantar castillos de madera a lo largo del sur del reino. Después de la invasión normanda de Irlanda en la década de 1170, por parte de Enrique II, se establecieron allí también castillos. 
Durante el siglo XII, Los castillos se hicieron cada vez más sofisticados militarmente y cómodos, haciendo que los asedios en Inglaterra fuesen mucho más largos y complicados. Mientras que en Irlanda y Gales la arquitectura de los castillos continuó siguiendo la de Inglaterra, tras la muerte de Alejandro III la tendencia en Escocia se alejó de la construcción de los grandes castillos hacia el uso de casas torres (tower houses) más pequeñas. El estilo de las tower houses también se adoptaría en el norte de Inglaterra e Irlanda en los últimos años. En Gales del Norte, Eduardo I construyó una serie de castillos militarmente poderosos después de la destrucción de las últimas unidades políticas de Gales en la década de 1270. En el siglo XIV los castillos combinaban defensa y lujo, con sofisticados arreglos en la vivienda, como jardines y parques.
Muchos castillos reales y baronales fueron abandonados, por lo que en el siglo XV solo unos pocos se mantuvieron con fines defensivos. Se desarrolló un pequeño número de castillos en Inglaterra y Escocia en palacios del renacimiento que albergaron fiestas fastuosas y celebraciones en medio de su arquitectura elaborada. Tales estructuras estaban, sin embargo, fuera del alcance de todos, excepto de la realeza y de los barones más ricos de la Baja Edad Media. Aunque las armas de pólvora se utilizaron para defender castillos de finales del siglo XIV en adelante, se hizo evidente durante el siglo XVI que la artillería podría ser transportada y llevada a un castillo sitiado y las armas de pólvora comenzaron a desempeñar un papel importante en ataque. Las defensas de castillos costeros alrededor de las islas británicas fueron mejoradas para hacer frente a esta amenaza, pero la inversión en su mantenimiento se redujo una vez más al final del siglo XVI. Sin embargo, en los conflictos civiles y religiosos a través de las islas británicas durante la década de 1640 y 1650, los castillos jugaron un papel clave en Inglaterra. Defensas modernas se construyeron rápidamente junto a fortificaciones medievales existentes y, en muchos casos, los castillos resistieron con éxito más de un ataque. En Irlanda, la introducción de la artillería pesada por Oliver Cromwell en 1649 puso fin rápidamente a la utilidad de los castillos en la guerra, mientras que en Escocia las casa torres resultaron ser inadecuadas para la defensa contra la artillería de la guerra civil, aunque los principales castillos como Edimburgo mostraron fuerte resistencia. Al final de la guerra, muchos castillos fueron desmantelados para evitar su uso en el futuro.
El uso militar de castillos disminuyó rápidamente durante los años siguientes, aunque algunos fueron adaptados para uso de guarniciones en Escocia y lugares fronterizos clave por muchos años, incluso durante la Segunda Guerra Mundial. Otros castillos fueron utilizados como cárceles, hasta que la legislación parlamentaria en el siglo XIX cerró la mayoría de ellos. Durante un período a principios del siglo XVII, los castillos evitaron la arquitectura paladina, hasta que resurgió como una importante función cultural y social en Inglaterra, Gales y Escocia y fueron con frecuencia "mejorados" en los siglos XVIII y XIX. Tales reformas incrementaron la preocupación acerca de su protección, de manera que los castillos en las islas británicas fueron protegidos por legislación. Actualmente se utilizan principalmente como atracciones turísticas y forman una parte clave en la industria del patrimonio nacional. Los historiadores y arqueólogos continúan desarrollando nuestra comprensión sobre los castillos británicos, mientras vigorosos debates académicos en los últimos años han puesto en duda la interpretación del material físico y documental en torno a su construcción y uso original.

## Invasión normanda

### Fortificaciones anglosajonas
La palabra inglesa "castle" (castillo) deriva de la palabra latina castellum y se utiliza para referirse a la residencia fortificada privada de un señor o noble. La presencia de castillos en Gran Bretaña e Irlanda data principalmente de la época de la invasión normanda de 1066. Antes de la llegada de los normandos, los anglosajones habían construido burhs, edificaciones fortificadas cuyos orígenes son del siglo IX en el reino de Wessex. La mayoría de estos, especialmente en las zonas urbanas, eran lo suficientemente grandes como para ser descritos mejor como pueblos fortificados en lugar de viviendas particulares y por tanto, no suelen clasificarse como castillos.  Los burhs rurales eran más pequeños y por lo general consistían en una sala de madera con una pared que encerraba varios edificios domésticos a lo largo de una torre de entrada llamado burh-geat, que al parecer era utilizada para fines ceremoniales. A pesar de que los burhs rurales eran relativamente seguros, su papel era principalmente ceremonial y tampoco están considerados normalmente como castillos. Hubo, sin embargo, un pequeño número de castillos que fueron construidos en Inglaterra durante los años 1050, probablemente por caballeros normandos al servicio de Eduardo el Confesor, como los castillos de Hereford, Clavering y Richard y posiblemente los castillos Ewyas Harold y Dover.

### Invasión

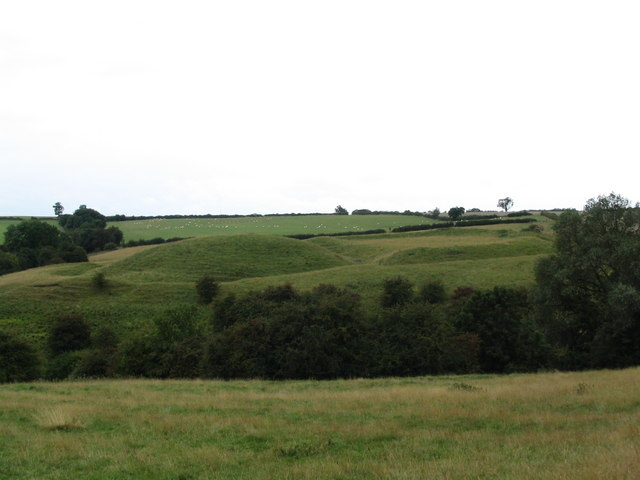
Castillo de Hallaton en Inglaterra, mostrando un mota castral posterior a la invasión bien preservado

Guillermo, duque de Normandía, invadió Inglaterra en 1066 y una de sus primeras acciones después de su desembarco fue construir el castillo de Hastings para proteger sus rutas de suministro. Después de su victoria en la batalla de Hastings los normandos comenzaron tres fases de construcción de castillos. La primera de ellos fue el establecimiento, por el nuevo rey, de una serie de castillos reales en lugares estratégicos. Este programa de castillos reales se centró en el control de los pueblos y ciudades de Inglaterra y las líneas asociadas de comunicación, incluyendo los castillos de Cambridge, Huntingdon, Lincoln, Norwich, Nottingham, Warwick y York. De los castillos construidos por Guillermo el Conquistador dos tercios fueron construidos en los pueblos y ciudades, a menudo los que tenían las antiguas casas de la moneda anglosajona. Estos castillos urbanos podían hacer uso de muros y fortificaciones de la ciudad existente, pero por lo general requerían la demolición de casas locales para hacer espacio para ellos. Esto podría causar grandes daños, y los registros sugieren que en Lincoln, 166 casas fueron destruidas, 113 en Norwich y 27 en Cambridge. Algunos de estos castillos fueron construidos deliberadamente en la parte superior de importantes edificios locales, tales como los burhs o salas de los nobles locales, y pudieron ser construidos para imitar aspectos de los edificios anteriores, como la puerta de entrada al Castillo Rougemont en Exeter, que se parecía mucho a la anterior torre burh anglosajona, probablemente esto se hizo para demostrar a la población local que ahora respondían a sus nuevos gobernantes normandos.
La segunda y tercera onda de construcción de castillos fueron dirigidas por los principales magnates, y luego por los caballeros más jóvenes en sus nuevas propiedades. El reparto de las tierras conquistadas por el rey influyó en donde se debían construir tales castillos. En unos pocos lugares clave el rey concedió a sus seguidores grupos compactos de fincas, incluyendo los seis rapes de Sussex y los tres condados de Chester, Shrewsbury y Hereford; destinados a proteger la línea de comunicación con Normandía y la frontera con Gales. En esas áreas los castillos de los barones se agruparon relativamente muy juntos, pero en la mayoría de Inglaterra las propiedades de los nobles, y por lo tanto sus castillos, estaban mucho más dispersos. A medida en que los normandos eran empujados hacia al Sur de Gales, y avanzaban hacia los valles construyendo castillos a su paso y, a menudo usando los castillos más grandes de los condados vecinos como base.

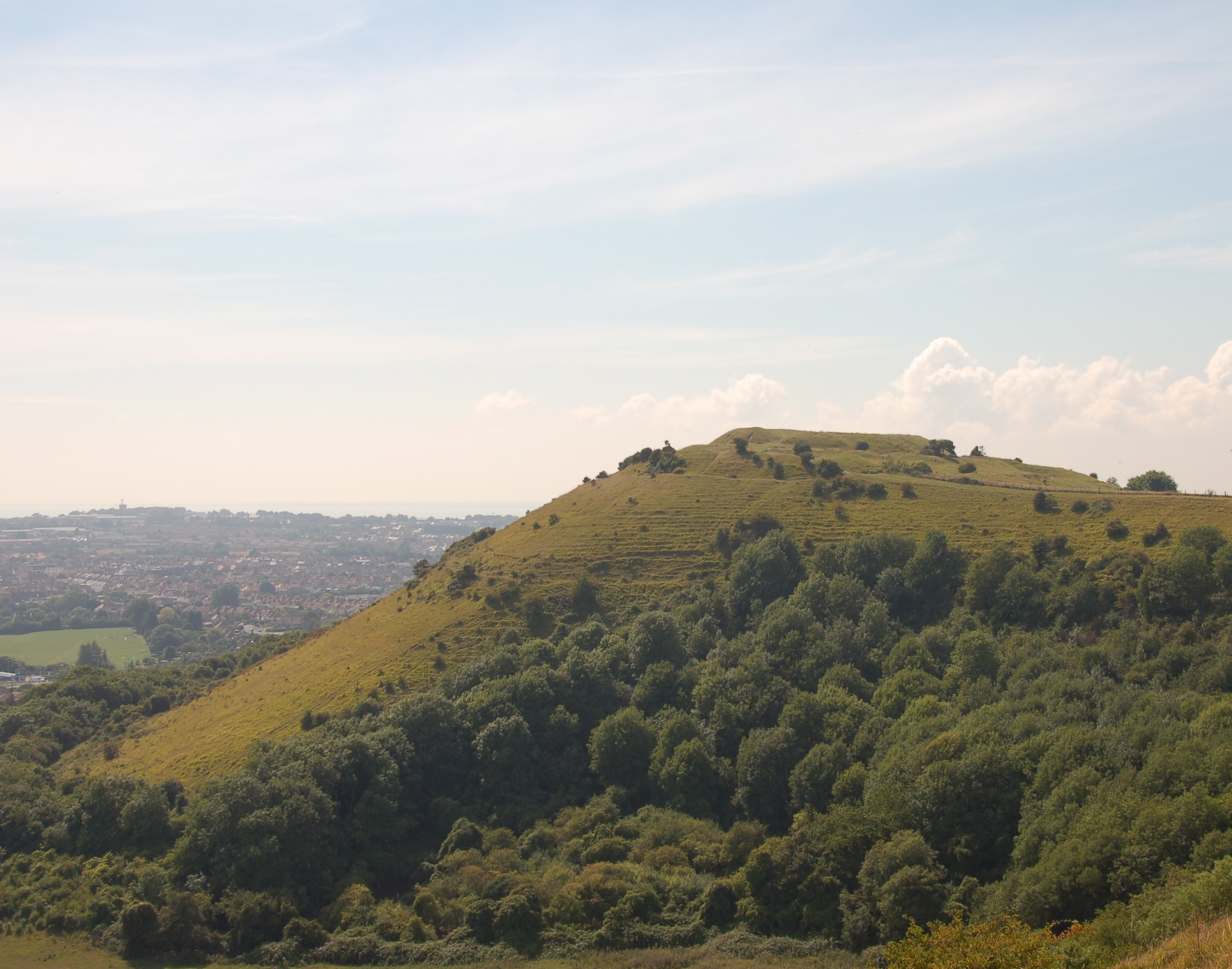
Castillo de Folkestone en Inglaterra, un castillo normando estilo ringwork

Como resultado, la construcción de castillos de la nobleza normanda en Inglaterra y la carencia en las Marcas de un plan estratégico global, reflejaron circunstancias locales, tales como factores militares y la disposición de propiedades existentes y tierras de la Iglesia. Los castillos estaban a menudo situados a lo largo de las antiguas vías romanas que todavía formaban la columna vertebral para viajar por todo el país, tanto para el control de las líneas de comunicación y para asegurar un fácil movimiento entre las diferentes fincas. Muchos castillos fueron construidos cerca de los puertos fluviales interiores y los construidos en la costa por lo general se encontraban en la desembocadura de los ríos o en puertos, siendo Pevensey y Port Chester raras excepciones. Algunos grupos de castillos fueron situados de manera que se reforzaban mutuamente, por ejemplo, los castillos de Littledean Camp, Glasshouse Woods y Howle Hill Camp donde se pretendía actuar como una defensa integrada para el área alrededor de Gloucester y del castillo de Gloucester, mientras Windsor fue un anillo de castillos construidos alrededor de Londres, separados por un día de marcha aproximadamente. Algunos patrones regionales en la construcción de castillos también pueden ser vistos, relativamente pocos castillos fueron construidos en East Anglia en comparación con el oeste de Inglaterra o las Marcas; esto fue probablemente debido a la naturaleza relativamente estable y próspera del este de Inglaterra y que reflejaba una escasez de siervos disponibles o trabajadores no libres (esclavos modernos).
No todos los castillos estaban ocupados simultáneamente. Algunos fueron construidos durante las invasiones y luego abandonados, mientras que otros nuevos castillos fueron construidos en otros lugares, especialmente a lo largo de las fronteras occidentales. Estimaciones recientes sugieren que entre 500 y 600 castillos estaban ocupados en el periodo posterior a la conquista.

### Arquitectura

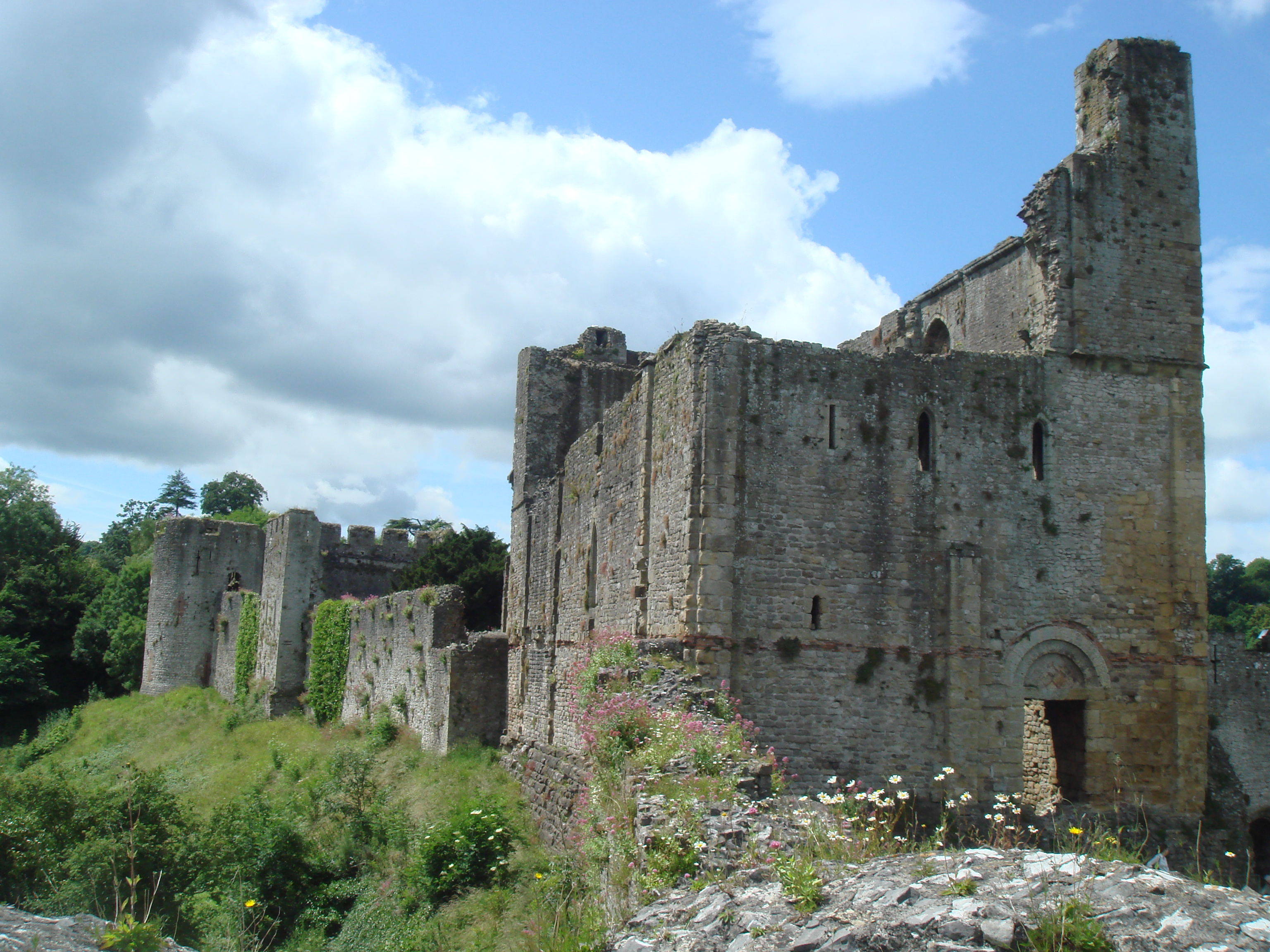
Fortaleza de piedra del Castillo de Chepstow en Gales, construido en un estilo románico

Hubo un alto grado de variación en el tamaño y la forma exacta de los castillos construidos en Inglaterra y Gales después de la invasión. Una forma popular de castillo fue la mota castral, en el que la tierra se amontona en un montículo (llamado mota) para emplazar una torre de madera, y una zona más amplia construida junto a él (llamada bailey); el castillo de Stafford es un ejemplo típico de un castillo mota posterior a la invasión. Otro diseño extendido fue el ringwork, en el que la tierra se levantaba en una forma circular u ovalada y se rematabacon una muralla de madera; el castillo de Folkestone es un buen ejemplo de un ringwork normando, en este caso construido en la cima de una colina, aunque la mayoría de los castillos posteriores a la invasión fueron por lo general situados en la planta inferior. Alrededor del 80% de los castillos normandos en ese periodo siguió el patrón de mota castral, pero los ringworks fueron particularmente populares en ciertas áreas, como el suroeste de Inglaterra y Gales del Sur. Una teoría propuesta para explicar esta variación es que los ringworks eran más fáciles de construir en esas áreas de poca profundidad de suelo que en grandes motas. 
La White Tower en Londres y el castillo de Colchester fueron los únicos castillos de piedra que se construyeron en Inglaterra inmediatamente después de la conquista, ambos con la característica torre del homenaje cuadrada normanda. Ambos castillos fueron construidos en estilo románico y estaban destinados a impresionar, así como proporcionar protección militar. En Gales, la primera ola de castillos normandos fueron nuevamente hechos de madera, con una mezcla de diseños mota y bailey (mota castral) y ringwork, a excepción de la construcción de piedra del castillo de Chepstow. Chepstow también estuvo fuertemente influenciado por el diseño románico, reutilizando numerosos materiales de la cercana Venta Silurum para producir lo que el historiador Robert Liddiard ha denominado como «una obra sobre las imágenes de la antigüedad».
El tamaño de esos castillos variaba dependiendo de la geografía del lugar, de las decisiones del constructor y de los recursos disponibles. Análisis del tamaño de las motas ha mostrado cierta variación regional distintiva; por ejemplo, East Anglia mostró motas mucho más grandes que las construidas en los Midlands o en Londres. Mientras que los castillos mota y bailey y ringwork tomaron gran fuerza para ser construidos, ya que requerían relativamente pocos artesanos lo que permitían ser levantados utilizando el trabajo forzoso de las fincas locales; esto, además de la velocidad con la que se podían construir (una sola temporada), los hicieron particularmente más atractivos inmediatamente después de la conquista. Los trabajos en tierra altas, en particular las motas, requerían una cantidad exponencialmente mayor de mano de obra que sus equivalentes más pequeños y, en consecuencia tendía a considerarse real o a pertenecer a los barones más poderosos que podían reunir el esfuerzo de construcción requerido. A pesar de que los castillos mota y bailey y ringworks estaban siendo diseños comunes entre los castillos normandos, cada fortificación era ligeramente diferente, algunos castillos fueron diseñados con dos baileys conectados a una sola mota, y algunos ringworks fueron construidas con torres adicionales añadidas sucesivamente; sin embargo, otros castillos fueron construidos como ringworks y posteriormente convertidos en edificaciones de mota y bailey.

## sigloXII

### Avances en el diseño de castillos

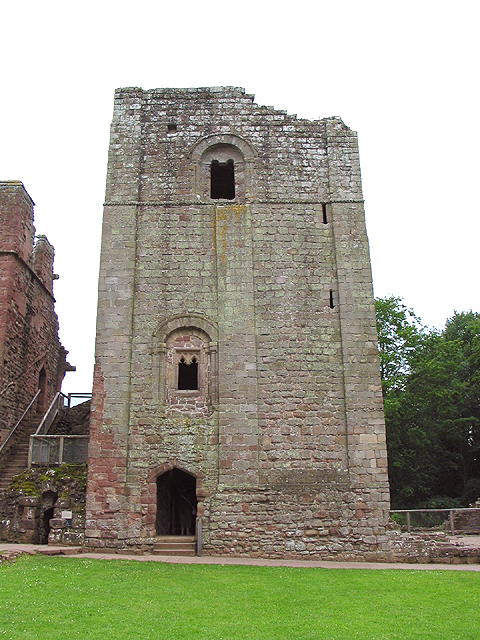
La fortaleza cuadrada normanda del Goodrich en Inglaterra, con el primer piso original de la primera puerta de entrada siendo visible por encima de su reemplazo posterior

Desde principios del siglo XII los normandos comenzaron a construir nuevos castillos en piedra y a convertir diseños de madera existentes. Esto fue inicialmente un proceso lento, aumentando la velocidad hacia la segunda mitad del siglo. Tradicionalmente se creía que esta transición había sido impulsada por la naturaleza de las fortificaciones de madera, la vida limitada de la madera en los castillos de madera y su vulnerabilidad a los incendios; sin embargo, estudios arqueológicos recientes han mostrado que muchos castillos de madera fueron tan robustos y complejos como sus equivalentes de piedra. Algunos castillos de madera no se convirtieron en piedra durante muchos años y en su lugar se ampliaron en madera, como en el Hen Domen.
Varios de los primeros torreones de piedra habían sido construidos después de la conquista, entre diez y quince en existencia en 1100, y les siguieron en el siglo XII hasta alrededor de 100 para 1216. Por lo general se trataba de diseño de cuatro caras con las esquinas reforzadas por contrafuertes de la pilastra. Las fortalezas tenían hasta cuatro plantas de altura, con la entrada en la primera de ellas para evitar que la puerta fuese fácilmente echada abajo. La fuerza del diseño típicamente venía del espesor de las paredes: por lo general hechas de rag-stone, como en el caso del castillo de Dover, estas paredes pudieron tener hasta 24 pies (7.3 m) de espesor. Las fortalezas más grandes estaban subdivididas por un muro interno, mientras que las versiones más pequeñas, como la de Goodrich, tenían una única y estrecha cámara en cada piso. Las fortalezas de piedra continuaron requiriendo artesanos expertos para construirlas, y a diferencia de los trabajadores no libres o siervos, a estos hombres sí se les pagaba, por lo que las fortalezas de piedra eran muy caras. También eran relativamente más lento para erigir, los muros de una fortaleza solo podía ser levantados por lo general un máximo de 12 pies (3.7 m) por año, por lo que la construcción del torreón de Scarborough tomó diez años.
Las fortalezas de piedra normandas jugaron tanto un papel militar y uno político. La mayoría de los torreones eran físicamente muy robustos y si bien no se diseñaron como un lugar destinado a la defensa final de un castillo, a menudo se disponían cerca de los puntos débiles en las paredes para proporcionar fuego de apoyo. Muchos se mantuvieron con una utilidad puramente militar: El castillo de Norwich incluía la elaboración de arquerías ciegas en la parte exterior del edificio, en un estilo románico, y parecía tener una ruta de entrada ceremonial; el interior de la fortaleza en Hedingham pudo haber alojado ceremonias impresionantes y eventos, pero tenía numerosos fallos desde una perspectiva militar. Del mismo modo ha habido un amplio debate sobre el papel del castillo Orford, cuyo diseño estrechamente parecido a los palacios del imperio bizantino, pudo haber sido la intención de Enrique II ser más simbólico que militar en su naturaleza.
Otra de las mejoras del siglo XII en adelante fue la creación de los torreones tipo shell, que implica la sustitución de la torre de madera en la mota con una pared circular de piedra. Los edificios se podrían construir alrededor del interior de la shell, produciendo un pequeño patio interior. El castillo Restormel es un ejemplo clásico de este desarrollo con una pared perfectamente circular y una torre de entrada cuadrada mientras que el castillo Launceston, aunque es más ovoide que circular, es otro buen ejemplo del diseño y uno de los más formidables castillos de la época.  Los castillos redondos fueron inusualmente populares en Cornualles y en Devon. Aunque el diseño circular tenía ventajas militares, estos realmente tuvieron importancia después del siglo XIII; los orígenes de diseño circular del siglo XII fueron el diseño circular de las motas; de hecho, algunos diseños eran menos circulares con el fin de acomodar motas irregulares, como en el castillo de Windsor.

### Economía y sociedad

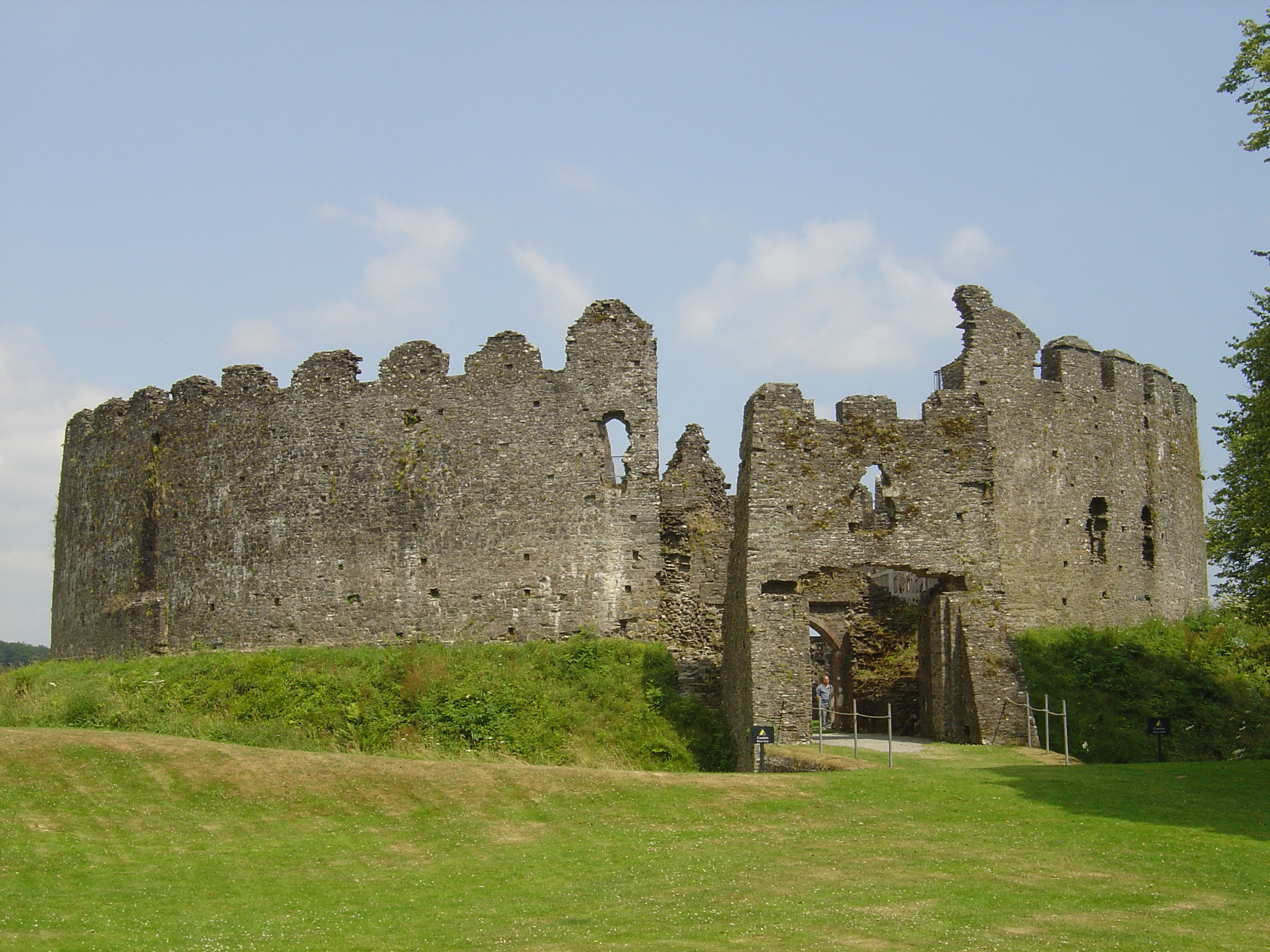
La fortaleza del castillo Restormel en Inglaterra

Los castillos ingleses durante el período fueron divididos en castillos reales, de propiedad del rey, y castillos señoriales controlados por los señores anglonormandos.  De acuerdo con el cronista Guillermo de Newburgh los castillos reales formaban los «huesos del reino». También se designaron una serie de castillos reales como castillos Shrieval, formando el centro administrativo de un condado en particular, por ejemplo, el castillo de Winchester que sirvió como el centro de Hampshire. Estos castillos formaron una base para que el sheriff real se hiciera responsable de hacer cumplir la justicia real en la comarca correspondiente; el papel del sheriff se hizo más fuerte y más claro a medida que avanzaba el siglo.

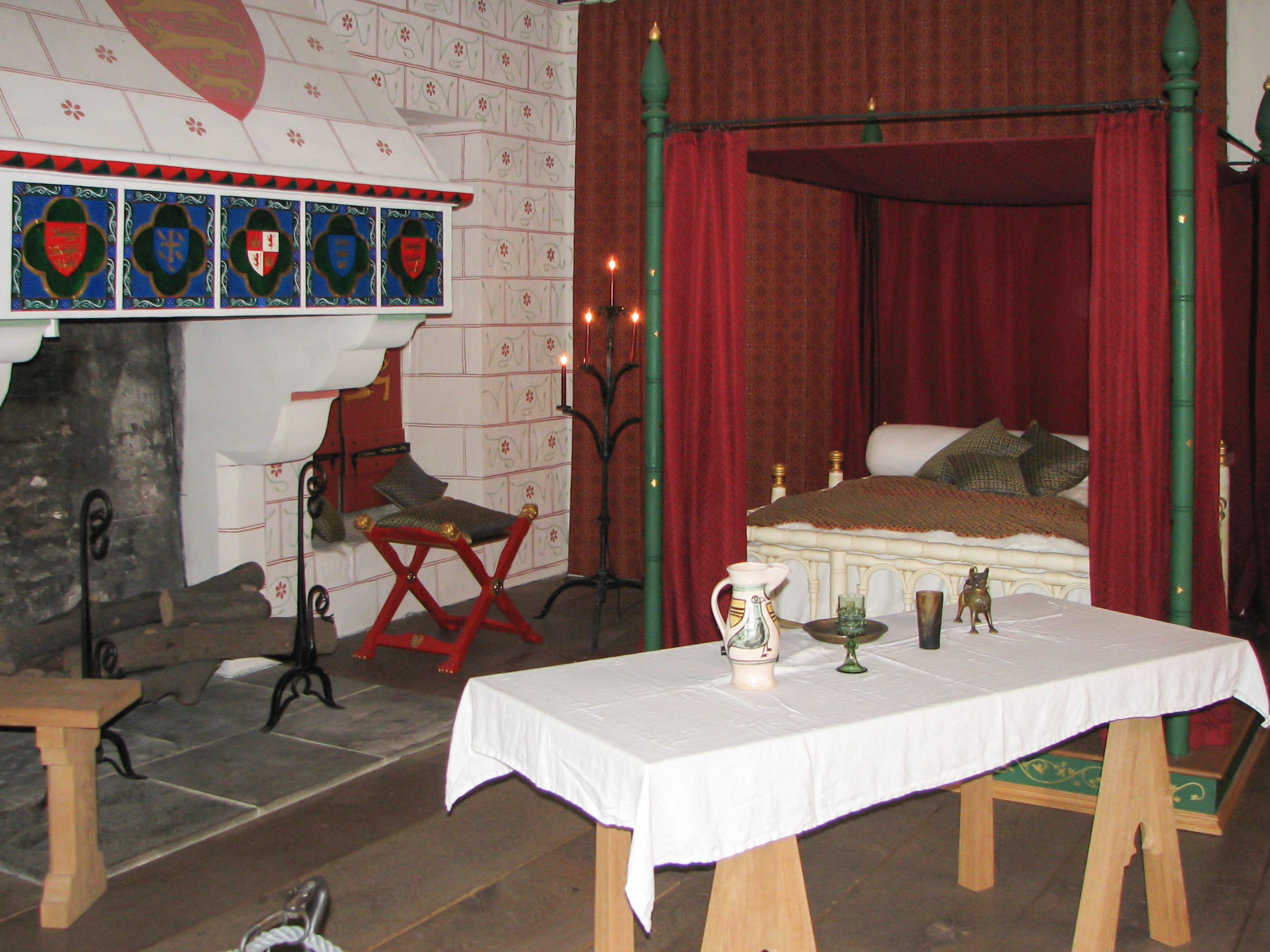
Una reconstrucción del salón de Eduardo I en la Torre de Londres en Inglaterra

Una serie de castillos reales estaban vinculados a los bosques y otros a recursos clave. Los bosques reales en el período medieval temprano estaban sujetos a la jurisdicción real especial; la ley forestal era, como el historiador Robert Huscroft la describe, «dura y arbitraria como una cuestión exclusivamente para la voluntad del rey» y se esperaba que los bosques abastecieran al rey con cotos de caza, materias primas, bienes y dinero. Los bosques estaban típicamente juntos a los castillos, tanto para ayudar con la aplicación de la ley y para almacenar los productos que se extraían de la economía local: el castillo de Peveril estaba relacionado con el bosque Peak y con la minería local de plomo; St Briavels estaba relacionado con el bosque de Dean; y los castillos de Knaresborough, Rockingham y Pickering estaban con sus bosques epónimos, respectivamente. En el suroeste, donde la Corona supervisaba la industria de la minería de plomo, castillos como el de Restormel jugaron un papel importante ejecutando los tribunales stannery locales.
Los castillos señoriales eran de diferente tamaños y sofisticaciones; algunos fueron clasificados como caput, o como la fortaleza clave de un señor determinado, y eran generalmente más grandes y mejor fortificados de lo normal y por lo general sostenían los tribunales honorables de los barones locales. El rey siguió ejerciendo el derecho de ocupar y utilizar cualquier castillo del reino en respuesta a las amenazas externas, en aquellos casos él podía dotar de personal los castillos con sus propios hombres; el rey también retuvo el derecho de autorizar la construcción de nuevos castillos, mediante la expedición de licencias para crenellate (licenses to crenellate). Era posible para los obispos construir o controlar castillos, como el importante castillo de Devizes relacionando al obispo de Salisbury, aunque esta práctica fue desafiada en alguna ocasión. En el siglo XII la práctica de los castillos-guardias surgió en Inglaterra y Gales, en las que se les asignó tierras a los señores locales bajo la condición de que el receptor proporcionaría un cierto número de caballeros o sargentos para la defensa de un castillo. En algunos casos, como el castillo de Dover, este arreglo se hizo bastante sofisticado con torres del castillo siendo nombradas después con deberes de castillo-guardia.
Los vínculos entre los castillos y las tierras circundantes y fincas fueron particularmente importantes durante este período. Muchos castillos, tanto reales como señoriales, tenían asociados parques de venado (deer parks) o persecuciones (chases) para la práctica de la caza. Estos por lo general se extendían desde el pueblo o hasta la ciudad relacioniada con el castillo, pero en ocasiones algún castillo se disponía en el centro de un parque, como el castillo de Sandal.

### La anarquía

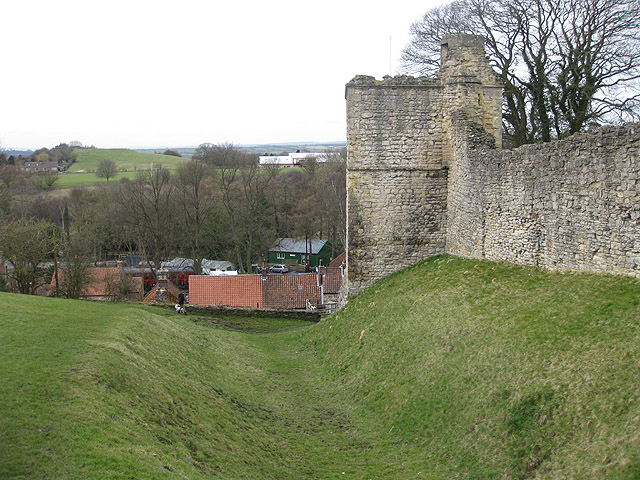
Castillo de Pickering en Inglaterra (a la derecha), y el contra-castillo de los años de la Anarquía (arriba a la izquierda)

La guerra civil estalló en Inglaterra entre 1139 y 1153, un período turbulento en el que las facciones rivales del Rey Esteban y la emperatriz Matilde luchaban por el poder. Las batallas abiertas eran relativamente raras durante la guerra, con campañas centradas en una secuencia de ataques y asedios con comandantes intentando obtener el control sobre los castillos vitales que controlaban el territorio de las regiones rivales. La tecnología de asedio durante la anarquía se centró en máquinas básicas de lanzamiento de piedras, tales como ballestas y catapultas, con el apoyo de las torres de asedio y la minería, en combinación con el bloqueo y, en ocasiones, asaltos directos. La fase del conflicto conocido como "la Guerra de Castillo" vio a ambos lados de intentar derrotar a los demás a través de asedios, como los intentos de Esteban para tomar Wallingford Castle, la fortaleza más oriental a las torres de empuje de Matilda en dirección a Londres, o los intentos de Geoffrey de Mandeville para apoderarse de East Anglia mediante la toma del Cambridge Castle.
Ambas partes respondieron al desafío del conflicto mediante la construcción de nuevos castillos, a veces como un conjunto de fortificaciones estratégicos. En el suroeste partidarios de Matilda construyeron una serie de castillos para proteger el territorio, por lo general diseños mota castral como los castillos Winchcombe, Upper Slaughter, o Bampton.  Del mismo modo, Stephen construyó una nueva cadena de castillos fen-edge en Burwell, Lidgate, Rampton, Caxton y Swavesey, todo en un radio de 10 a 15 km, con el fin de proteger sus tierras cerca de Cambridge.  Muchos de estos castillos fueron llamados adulterine (no autorizados), porque no se concedió ningún permiso oficial para su construcción.  Cronistas contemporáneos vieron esto como una cuestión de interés; Roberto de Torigny sugirió que por lo menos 1115 castillos se habían construido durante el conflicto, aunque esto fueera probablemente una exageración como en otros lugares que sugieren una cifra alternativa de 126.  Otra característica de la guerra fue la creación de muchos counter-castles. Estos habían sido utilizados en conflictos ingleses durante varios años antes de la guerra civil y consistían en la construcción de un castillo de base durante un sitio, junto con el principal objetivo de ataque. Normalmente, estos serían construidos ya fuese en un ringwork o con un diseño de mota y bailey entre 200 y 300 yardas (180 y 270 metros) lejos del objetivo, justo más allá de la gama de un arco. Counter-castles podrían usarse tanto para actuar como plataformas de tiro para armas de asedio, o como bases para el control de la región en su propio derecho.  La mayoría de los counter-castles eran destruidos después de su uso, pero en algunos casos los movimientos de tierra sobrevivieron, tales como los counter-castles llamados Jew's Mount y Mount Pelham construidos por Stephen en 1141 a las afuera del Oxford Castle.
El hijo de Matilda, Enrique II asumió el trono al final de la guerra e inmediatamente anunció su intención de eliminar los castillos adulterine que habían surgido durante la guerra, pero no está claro qué éxito tuvo ese esfuerzo.  Robert de Torigny registró que 375 fueron destruidos, sin dar los detalles detrás de la cifra. Los estudios recientes en algunas regiones seleccionadas han sugerido que probablemente fueron destruidos menos castillos de lo que se pensaba y que muchos de ellos pudieron simplemente ser abandonados al final del conflicto.  Ciertamente, muchos de los nuevos castillos eran de carácter transitorio: el historiador Oliver Creighton observa que el 56% de los castillos conocidos que fueron construidos durante el reinado de Stephen «desaparecieron por completo».

### La propagación de castillos en Escocia, Gales e Irlanda

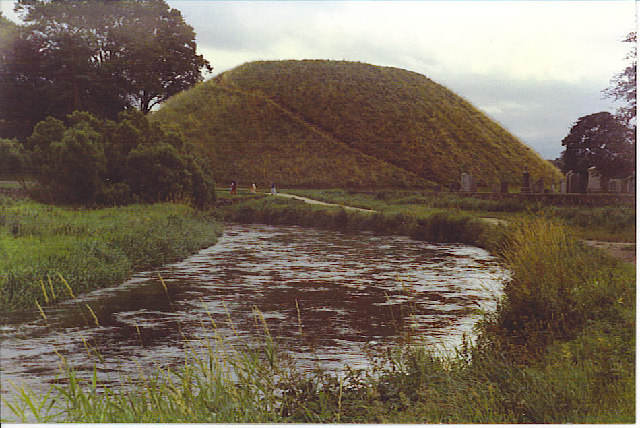
La Bass of Inverurie en Escocia, un castillo mota castral construido a mediados del siglo XII

Los castillos en Escocia surgieron como consecuencia de la centralización de la autoridad real en el siglo XII. Antes de la década de 1120, hay muy poca evidencia de la existencia de castillos en Escocia, que había permanecido políticamente menos centralizado que en Inglaterra con el norte todavía gobernado por los reyes de Noruega. David I de Escocia pasó un tiempo en la corte de Enrique I en el sur, hasta que se convirtió en el conde de Huntingdon, y volvió a Escocia con la intención de extender el poder real en todo el país y la modernización de la tecnología militar de Escocia, incluyendo la introducción de castillos. El rey escocés alentó a los nobles normandos y franceses a establecerse en Escocia, introduciendo de un modo feudal la tenencia de tierras y el uso de castillos como una forma de controlar las tierras bajas impugnadas. El sistema de gobierno cuasi-independiente de Galloway, que se había resistido a la regla de David y sus predecesores, era un enfoque particular para esta colonización. El tamaño de estos castillos escoceses, construcciones principalmente de madera tipo Mota y Bailey (mota castral), variaban considerablemente de diseños grandes, tales como el Bass of Inverurie, a los castillos más pequeños como Balmaclellan. Como ha sugerido el historiador Lise Hull, la creación de castillos en Escocia «tenía que ver menos que con la conquista» y más que ver con «el establecimiento de un sistema de gobierno».
La expansión normanda en Gales se desaceleró en el siglo XII, pero seguía siendo una amenaza constante para los gobernantes nativos restantes. En respuesta a los príncipes de Gales y señores comenzaron a construir sus propios castillos, generalmente de madera. Hay indicios de que esto puede haber comenzado desde 1111 en adelante bajo el príncipe Cadwgan ap Bleddyn con la primera prueba documental de un castillo galés nativo en Cymmer en 1116. Estos castillos de madera, incluyen los Tomen y Rhodwydd, Tomen y Faerdre y Gaer Penrhôs, eran de una calidad equivalente a las fortificaciones normandas en la zona y puede resultar difícil de distinguir los constructores de algunos sitios de la evidencia arqueológica. A finales del siglo XII los gobernantes galeses comenzaron a construir castillos en piedra, sobre todo en el principado de Gales del Norte.

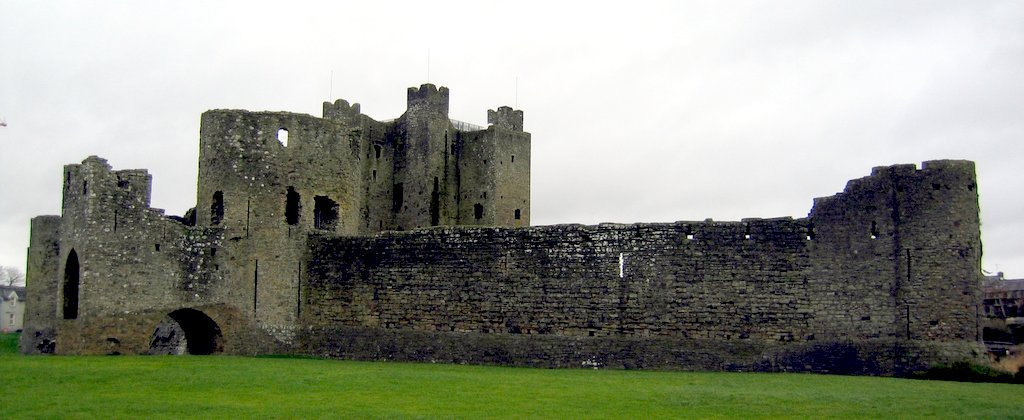
Castillo de Trim, en Irlanda, construido inmediatamente después de la invasión normanda

Irlanda se mantuvo gobernada por reyes nativos en el siglo XII, en gran parte sin el uso de castillos. Había una historia de fortificaciones irlandés llamado Rath, un tipo de fuerte circular (ringfort), algunos de los cuales fueron fuertemente defendidos pero que no se consideran generalmente castillos en el sentido habitual de la palabra. Los reyes de Connacht construyeron fortificaciones a partir de 1124 que llamaron caistel o caislen, del latín y francés para castillo, y ha habido debates académicos sobre hasta qué punto se asemejaban a los castillos europeos.
La invasión normanda de Irlanda inició entre 1166 y 1171, bajo el primer Richard de Clare y Henry II de Inglaterra, con la ocupación del sur y el este de Irlanda por un número de barones anglo-normandos. El rápido éxito normando dependió las ventajas económicas y militares, con castillos que les permitan controlar los territorios recién conquistados. Los nuevos señores rápidamente construyeron castillos para proteger sus posesiones, muchas de estas construcciones eran Mota y Bailey (mota castral); en Louth al menos 23 de ellos fueron construidos. Sigue siendo incierto cuántos castillos ringwork fueron construidos en Irlanda por los anglo-normandos. Otros castillos, como el de Trim y el de Carrickfergus, fueron construidos en piedra, como los centros caput para los principales barones. Análisis de estos castillos de piedra sugieren que la construcción en piedra no era simplemente una decisión militar; de hecho, varios de los castillos contienen defectos defensivos graves. En cambio los diseños estaban destinados tanto para aumentar el prestigio de los propietarios de los barones y para proporcionar un espacio adecuado para el aparato administrativo de los nuevos territorios. A diferencia de Gales, los señores irlandeses no parecen haber construido sus propios castillos en número significativo durante la época.

## SiglosXIIIyXIV

### Avances militares

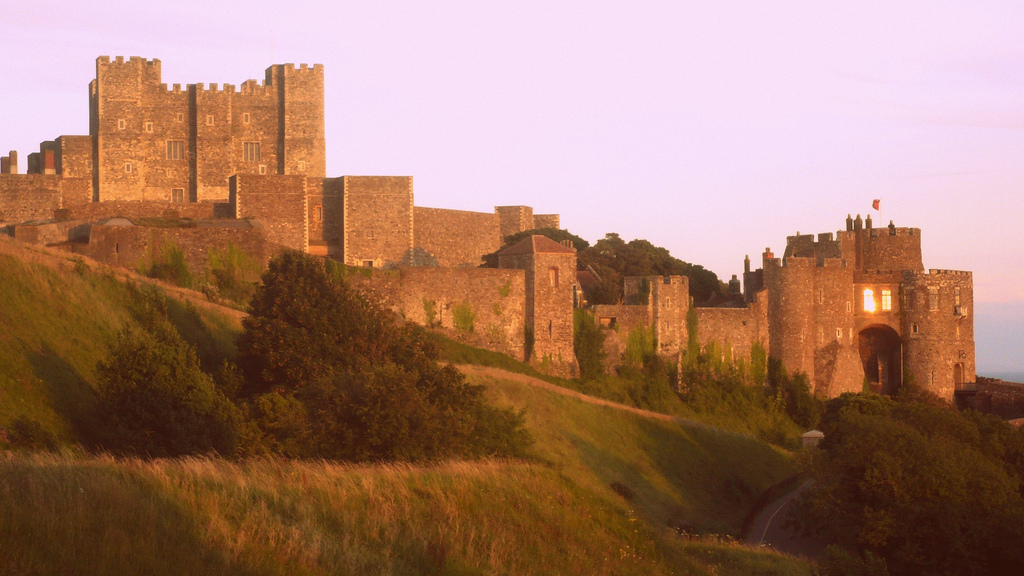
Castillo de Dover, en Inglaterra, construido en un diseño concéntrico

El diseño de castillo en Gran Bretaña continuó cambiando hacia el final del siglo XII. Después los mottes de Henry II dejaron de ser construido en la mayor parte de Inglaterra, aunque continuaron siendo erigidos en Gales y a lo largo de las Marcas. Fortalezas cuadradas permanecieron iguales en gran parte de Inglaterra, en contraste con las fortalezas circulares al tanto que prevalecían cada vez más en Francia; en las marcas, sin embargo, los diseños de fortalezas circulares se hicieron más populares. Los castillos comenzaron a adquirir una forma cerrada más regular, idealmente en cuadriláteros o al menos con polígonos en el diseño, especialmente en el sur. Las torres de flaqueo (Flanking towers), inicialmente eran cuadradas y más tarde curvadas, fueron introducidas a lo largo de las paredes y las casetas comenzando a crecer en tamaño y complejidad, con rastrillos siendo introducidos por primera vez. Los castillos como el Dover y la Torre de Londres se ampliaron en un diseño concéntrico, en lo que Cathcart King ha llamado como el desarrollo temprano del «enriquecimiento científico».
Los avances se extendieron a las posesiones anglonormandos en Irlanda, donde este estilo inglés de castillos dominó durante todo el siglo XIII, aunque la economía irlandesa deteriorada del siglo XIV trajo esta ola de construcción a su fin. En Escocia, Alejandro II y Alejandro III llevaron a cabo una serie de proyectos de construcción de castillos en el estilo moderno, a pesar de la temprana muerte de Alejandro III que provocó conflictos en Escocia e intervención inglesas bajo el mando de Eduardo I en 1296. En las guerras de la independencia escocesa la construcción de castillos en Escocia alteró su rumbo, alejándose de construcciones grandes y de castillos convencionales con muros cortina. Los escoceses en su lugar adoptaron la política de menospreciar, o deliberadamente destruir, castillos capturados de los Ingleses para evitar su reutilización en invasiones posteriores, la mayor parte de los nuevos castillos escoceses construidos por los nobles eran diseño torre casa «tower house», los pocos castillos grandes construidos en Escocia eran típicamente castillos reales, construidos por los reyes de Escocia.

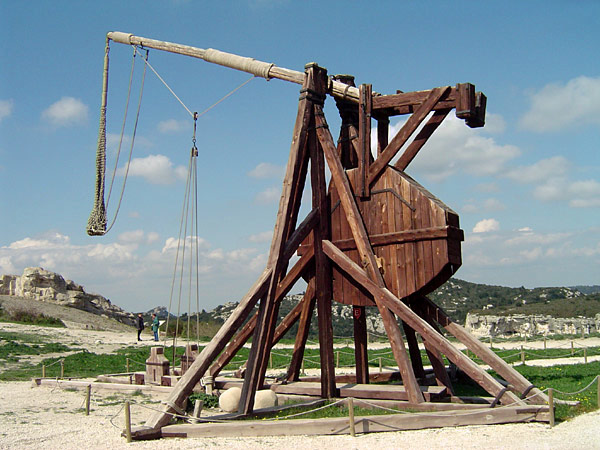
Una reconstrucción de un fundíbulo (trebuchet)

Algunos de estos cambios fueron impulsados por la evolución de la tecnología militar. Antes de 1190 la minería se utilizaba muy poco y las máquinas de asedio de la época eran en gran medida incapaces de dañar las paredes castillo gruesas. La introducción del fundíbulo comenzó a cambiar esta situación; la cual era capaz de lanzar bolas mucho más pesadas, con notable precisión, y los dispositivos reconstruidos han demostrado ser capaz de hacer agujeros en las paredes. Los fundíbulos se registraron por primera vez en Inglaterra en 1217, y probablemente se usaban desde el año anterior. Richard I los utilizó en sus asedios durante la Tercera Cruzada y parece haber comenzado a alterar los diseños de los castillos para dar cabida a la nueva tecnología a su regreso a Europa. El fundíbulo parece haber fomentado el cambio hacia torres redondas y poligonales y muros curvas.  Además de tener menos o ninguna zona muerta, y siendo más fácil de defenderse contra las explosiones, estos diseños del castillo también eran mucho más difíciles de atacar con catapultas ya que las superficies curvas podían desviar algo de la fuerza del disparo.
Los castillos vieron el uso cada vez mayor de aspillera para el siglo XII, especialmente en Inglaterra, casi con toda seguridad vinculada a la introducción de ballestas. Estas aspilleras se combinaban con posiciones de disparo desde la parte superior de las torres, inicialmente protegidos por cadalsos de madera hasta que los matacanes de piedra se introdujeron en Inglaterra a finales del siglo XIII. La ballesta era un importante avance militar en el más antiguo arco corto y fue el arma favorita por el tiempo de Ricardo I; Se necesitaron muchas ballestas y un gran número de peleas para suministrar fuerzas reales, a su vez requerían producción de hierro a mayor escala. En Inglaterra, las ballestas se hicieron principalmente en la Torre de Londres, pero el castillo de St Briavels, con el bosque de Dean a su disposición para proporcionar materias primas, se convirtió en el centro nacional para la fabricación de armas. En Escocia, el castillo de Edimburgo se convirtió en el centro para la producción de arcos, ballestas y máquinas de asedio para el rey.

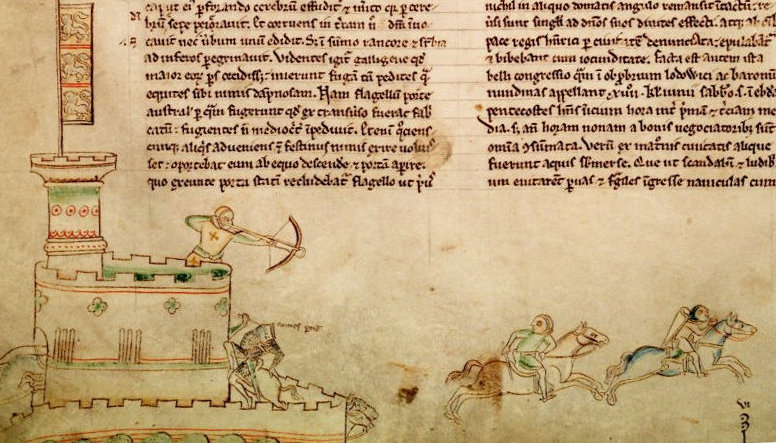
Un bosquejo contemporáneo del castillo de Lincoln, en Inglaterra, en el inicio del, defendido por un ballestero

Un resultado de esto fue que los castillos ingleses de asedios crecieron en complejidad y escala. Durante la primera guerra de los Barones entre 1215 y 1217, los asedios prominentes de los castillos de Dover y de Windsor mostraron la capacidad de los diseños más modernos de resistir el ataque; el asedio exitoso del rey Juan a Rochester requirió un asalto elaborado y sofisticado según los informes, que costaron alrededor de 60.000 marks, o £ 40.000. El asedio del castillo de Bedford en 1224 requirió que Enrique III trajera máquinas de asedio, ingenieros, ballestas, equipos y trabajadores de toda Inglaterra. El cerco del castillo de Kenilworth en 1266, durante la segunda guerra de los Barones, fue más grande y larga. Extensas defensas de agua resistieron el ataque del futuro Eduardo I, a pesar de que el principal objetivo eran las partes más débiles de los muros del castillo, empleando enormes torres de asedio e intentando un ataque nocturno utilizando barcazas traídas de Chester. Los costos del asedio agotaron los ingresos de diez condados ingleses. Los asedios en Escocia eran inicialmente de menor alcance, siendo el asedio del castillo de Rothesay en 1230 el primer evento registrado, donde los noruegos que sitiaban fueron capaces de derribar los muros de piedra relativamente débiles con ejes después de solo tres días. Cuando Eduardo I invadió Escocia trajo consigo las capacidades de asedio que había evolucionado al sur de la frontera: El castillo de Edimburgo cayó en tres días, y los castillos de Roxburgh, Jedburgh, Dunbar, Stirling, Lanark y Dumbarton se rindieron al rey. Los asedios ingleses posteriores, tales como los ataques contra Bothwell y Stirling, de nuevo utilizaron recursos considerables incluyendo máquinas de asedio gigantes y extensos equipos de mineros y albañiles.

### Economía y sociedad
Una serie de castillos reales, desde el siglo XII en adelante, formaron una red esencial de almacenes reales en el siglo XIII para una amplia gama de productos incluyendo alimentos, bebidas, armas, armaduras y materias primas. Castillos como Southampton, Winchester , Bristol y la Torre de Londres se utilizaron para importar, almacenar y distribuir vinos reales. Los castillos reales ingleses también fueron utilizados como cárceles – en 1166 el Assize of Clarendon insistió en que los sheriffs reales establecieran sus propias cárceles y, en los próxima años, las cárceles del condado fueron colocados en todos los castillos reales. Las condiciones en estas cárceles eran pobres y reclamos de mal trato y de hambre eran comunes; el castillo Northampton aparentemente vio algunos de los peores abusos.
El desarrollo de los castillos de los barones de Inglaterra se vio afectados por los cambios económicos durante el período. Durante los siglos XIII y XIV los ingresos medios de los barones ingleses aumentaron, pero la riqueza se concentró en manos de un pequeño número de individuos, con una gran discrepancia en los ingresos. Al mismo tiempo, los costos de mantenimiento y la dotación de personal de un castillo moderno fueron en aumento. El resultado fue que, aunque había alrededor de 400 castillos en Inglaterra en 1216, el número de castillos continuó disminuyendo en los próximos años; incluso los barones ricos estaban dispuestos a dejar que algunos castillos estuvieran en desuso para concentrar sus recursos en los restantes. El sistema castillo de guardia (castle-guard system) se desvaneció en Inglaterra, siendo reemplazado por rentas financieras, aunque siguió en las marcas galesas hasta el siglo XIII, vio un uso limitado durante la ocupación de Eduardo I de Escocia a principios del siglo XIV.
Los castillos ingleses restantes se hicieron cada vez más cómodos. Los interiores fueron a menudo pintados y decorados con tapices, que serían transportados de castillo en castillo a medida que nobles viajaban por todo el país. Hubo un número creciente de garderobes construidos en el interior de los castillos, mientras que en los castillos más ricos las plantas podrían ser de baldosas y las ventanas decoradas con vidrio Sussex Weald, lo que permite la introducción de asientos en las ventanas para leer. La comida podría ser transportado a los castillos a través distancias relativamente largas: por ejemplo, los peces eran llevados al Castillo de Okehampton desde mar a unos 40,2 km de distancia. La carne de venado siguió siendo el alimento más consumido en gran medida en la mayoría de los castillos, en particular los rodeados de amplios parques o bosques como el Barnard Castle, mientras que los cortes de carne de venado fueron importados a esos castillos que carecían de las zonas de caza, como Launceston.
A finales del siglo XIII algunos castillos fueron construidos dentro de "paisajes diseñados" cuidadosamente, a veces mostrando una distinción entre un núcleo interno de un Herber, un pequeño jardín cerrado completo con huertos y pequeños estanques, y una zona exterior con estanques más grandes y edificios de gran prestigio como "edificios religiosos, conejeras, molinos y asentamientos", potencialmente puestos dentro de un parque. Una glorieta, o un conjunto de habitaciones pequeñas, eran construidos dentro del castillo para permitir que el resultado se apreciara. En el Castillo de Leeds se colocó el castillo rediseñado de las década de 1280 dentro de un gran jardín de agua, mientras que en Ravensworth al final del siglo XIV un lago artificial estaba rodeado por un parque para producir una entrada a la fortificación estética y simbólica. Parques más amplios y los bosques siendo mejor gestionados, dio como resultado que cada vez más la proporción de gamo pequeño consumido por los habitantes del castillo en Inglaterra aumentara.

### Principados galeses y castillos eduardianos

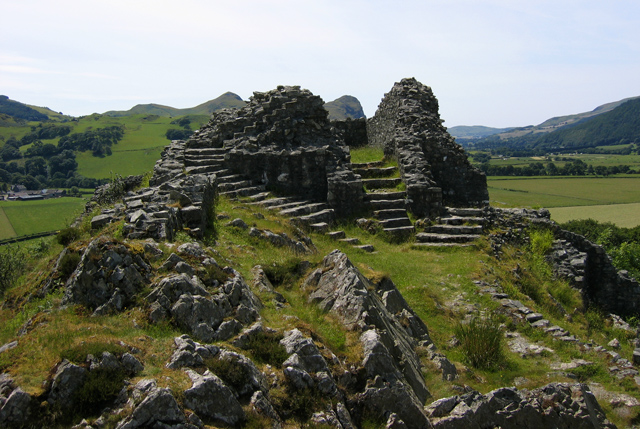
Castillo de Llywelyn el Grande y el castillo Bere en gales

Durante el siglo XIII los príncipes de Gales nativos construyeron una serie de castillos de piedra. El tamaño de estos variaba considerablemente de fortificaciones desde pequeños, como Dinas Emrys en Snowdonia, a los castillos más importantes como el castillo de Deganwy y el más grande de Castell y Bere. El tamaño de estos variaba considerablemente de fortificaciones desde pequeños, como Dinas Emrys en Snowdonia, a los castillos más importantes como el castillo de Deganwy y el más grande el Castell y Bere. La mayoría tenían zanjas profundas labradas en la roca para proteger el castillo principal. Los castillos de Gales se construyeron generalmente con un relativamente corto torreón, que se utiliza como zona habitable para los príncipes y nobles, y con distintivas torres de vigilancia rectangulares a lo largo de las paredes. En comparación con los castillos normandos las casetas eran mucho más débiles en el diseño, con casi ningún uso de rastrillos o escaleras de caracol, y la mampostería de las paredes exteriores también eran en general inferiores a los castillos normandos. El último castillo de Gales nativo, construido en la década de 1260, se parece más a los diseños normandos; en el caso de Dinas Brân incluyendo un torreón redondo y una puerta fortificada (gatehouse) normanda de defensa.
En 1277 Eduardo I lanzó una invasión final de las plazas restantes nativas en el norte de Gales, con la intención de establecer su dominio sobre la región en una base permanente. Como parte de esta ocupación dio instrucciones a sus principales nobles para construir ocho nuevos castillos en la región; los castillos Aberystwyth y Builth en medio de Gales y los castillos Beaumaris, Conwy, Caernarfon, Flint, Harlech y Rhuddlan, al norte de Gales. El historiador R. Allen Brown ha descrito esto como «entre los mejores logros de la arquitectura militar medieval [en Inglaterra y Gales]». Los castillos variaron en diseño, pero por lo general se caracterizaban por poderosas torres murales a lo largo de las paredes del castillo, con múltiples puestos de tiro y barbacanas grandes y extremadamente bien defendidas. Los castillos fueron destinados a ser utilizados por el rey cuando estuviera en la región ya incluían un completo alojamiento de alto estatus. Eduardo también estableció varias nuevas ciudades inglesas, y en varios casos los nuevos castillos fueron diseñados para ser utilizados junto a las paredes de la ciudad fortificada, como parte de una defensa integrada. El historiador Richard Morris ha sugerido que «la impresión está firmemente determinado por un grupo de élite de hombres de guerra, desde hace mucho tiempo compañeros de armas del rey, cayendo en una orgía de expresión arquitectónica militar con un presupuesto casi ilimitado».

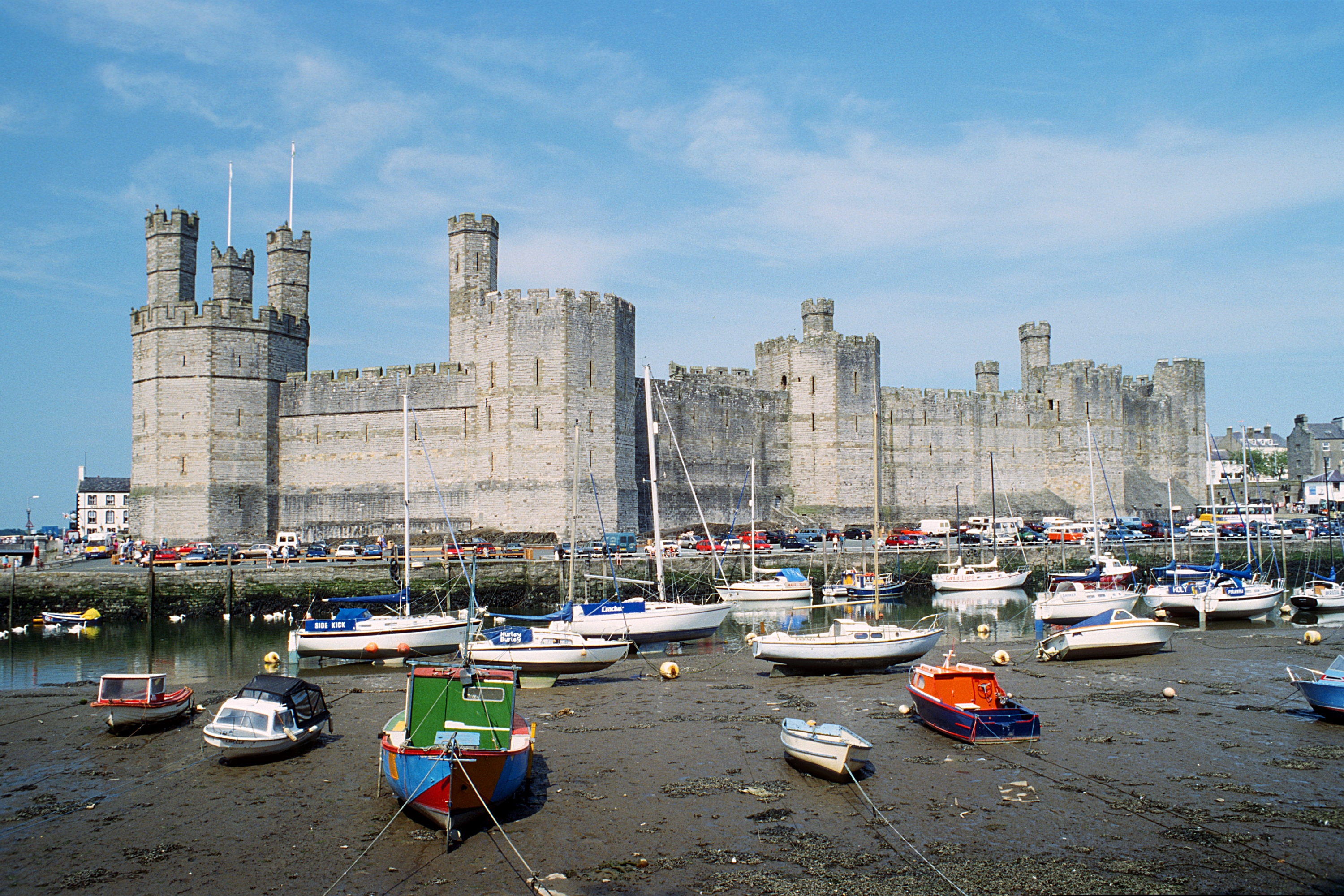
Castillo de Caernarfon de Eduardo I en Gales

James de San Jorge, un famoso arquitecto e ingeniero de Savoya, fue probablemente responsable de la mayor parte de los trabajos de construcción en toda la región. Los castillos eran extremadamente costosos de construir y requieren obreros, albañiles, carpinteros, excavadores y recursos de construcción que eran recogidos por los sheriffs locales de todo Inglaterra, siendo reunidos en Chester y Bristol, antes de ser enviados a Gales del Norte en la primavera, volviendo a casa cada invierno. El número de trabajadores implicados colocaron un drenaje significativo en la fuerza laboral nacional del país. El costo financiero total no se puede calcular con certeza, pero las estimaciones sugieren que el costo del programa de construcción de castillos de Eduardo fue de al menos 80.000 £ —cuatro veces el gasto real total de los castillos entre 1154 y 1189.
Los castillos estilo eduardiano también hacían declaraciones simbólicas fuertes acerca de la naturaleza de la nueva ocupación. Por ejemplo, Caernavon estaba decorado con águilas talladas, equipado con torres poligonales y cara mampostería, todos ellos diseñados para imitar las murallas de Teodosio de Constantinopla, y después la imagen idealizada del poder imperial. El sitio actual del castillo también pudo haber sido importante, ya que se colocaban cerca de la antigua fortaleza romana de Segontium. La puerta fortificada de entrada, con un exceso de cinco conjuntos de puertas y seis rastrillos, también parece haber sido diseñada para impresionar a los visitantes y para invocar una imagen de un castillo del rey Arturo, también se cree que ha sido de carácter bizantino.

### Palacio-Fortaleza

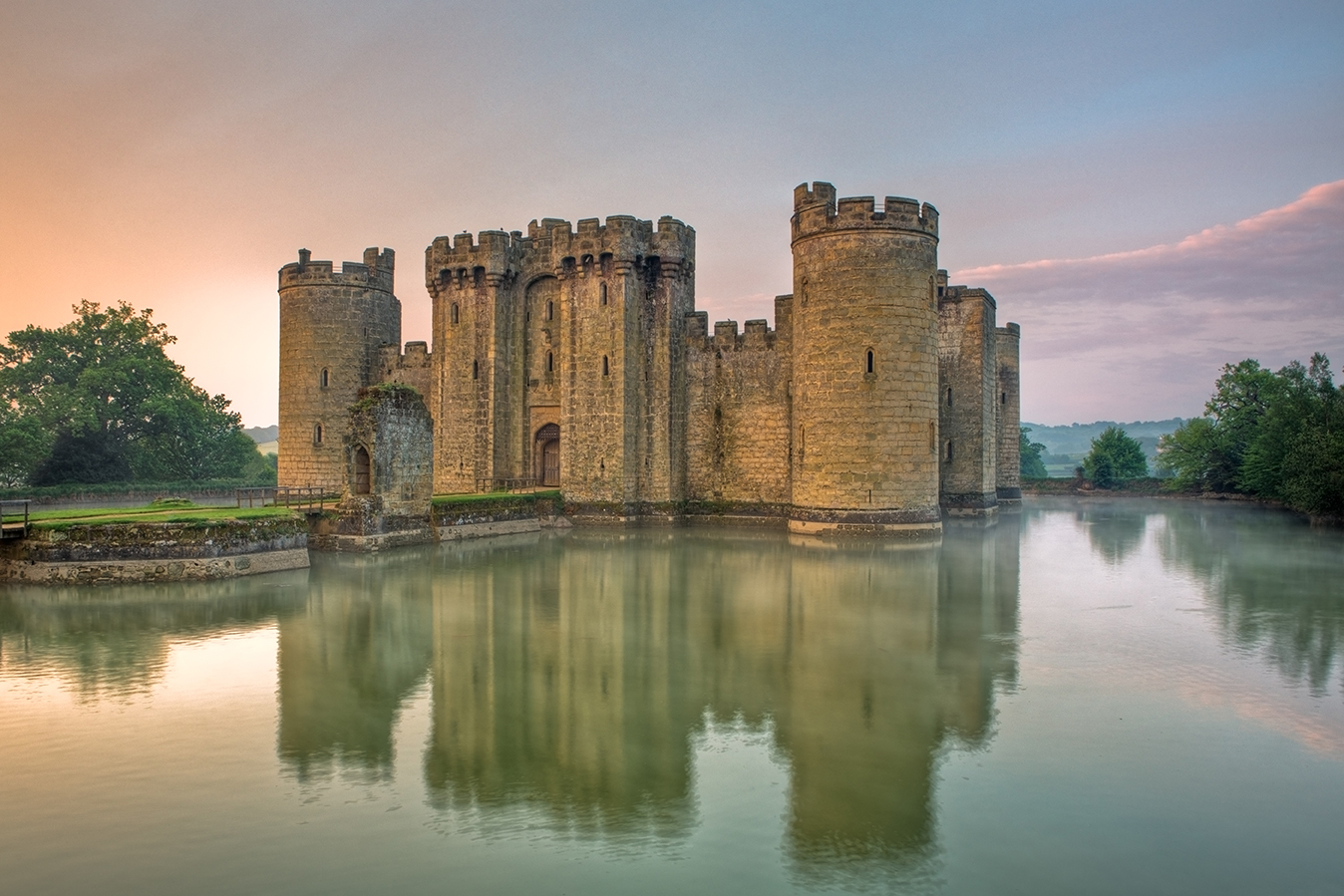
Bodiam, en Inglaterra, un castillo diseñado como una lujosa casa privada.

A mediados del siglo XIII Enrique III comenzó a rediseñar sus castillos favoritos, que incluyen a Winchester y Windsor, construyendo salas de mayor tamaño, capillas más grandes, e instalando ventanas de cristal y decorando los palacios con paredes y muebles pintados. Esto marcó el comienzo de una tendencia hacia el desarrollo de grandes castillos diseñados para elaborada, elite living. La vida en las primeras fortalezas se había centrado en torno a una sola gran sala, con privacidad para la familia del propietario proporcionado por el uso de un piso superior para su propia comodidad. En el siglo XIV nobles viajaban menos, trayendo con ellos más habitantes cuando hacían viajes viaje y entreteniendo a los visitantes con igualmente número de séquitos. Castillos como Goodrich fueron rediseñados en los años 1320 para proporcionar una mayor privacidad residencial y comodidad para la familia gobernante, mientras que al mismo tiempo conservaban fuertes elementos de defensa y una capacidad para más de 130 residentes en el castillo. El diseño influenció conversiones posteriores en Berkeley y en el momento en que el castillo de Bolton se estaba construyendo, en la década de 1380, fue diseñado para albergar hasta ocho familias nobles diferentes, cada una con sus propias instalaciones. Castillos reales como Beaumaris, aunque está diseñado para defensa, fue diseñados para albergar hasta once familias diferentes en un momento dado.
Los reyes y los señores más ricos podían permitirse el lujo de rediseñar castillos para producir palacio-fortaleza. Eduardo III gastó 51.000 £ en la renovación del castillo de Windsor; esto era más de una y media veces el ingreso anual típico de Eduardo. En palabras de Steven Brindle el resultado fue «un gran palacio aparentemente arquitectónicamente unificado ... uniforme en todo tipo de formas, en cuanto a la línea del techo, la altura de las ventanas, la línea de la cornisa, planta y altura de los techos», haciendo eco en los diseños más antiguos, pero sin ningún valor defensivo real. El adinerado John of Gaunt rediseñó el corazón del castillo de Kenilworth, como Windsor el trabajo enfatizaba en estar unificado, un diseño rectangular y la separación de las áreas bajas de servicio de los pisos superiores y un contraste de exteriores austeros con lujosos interiores, especialmente en el primer piso del patio interior de los edificios. A finales del siglo XIV un estilo perpendicular inglés había surgido.

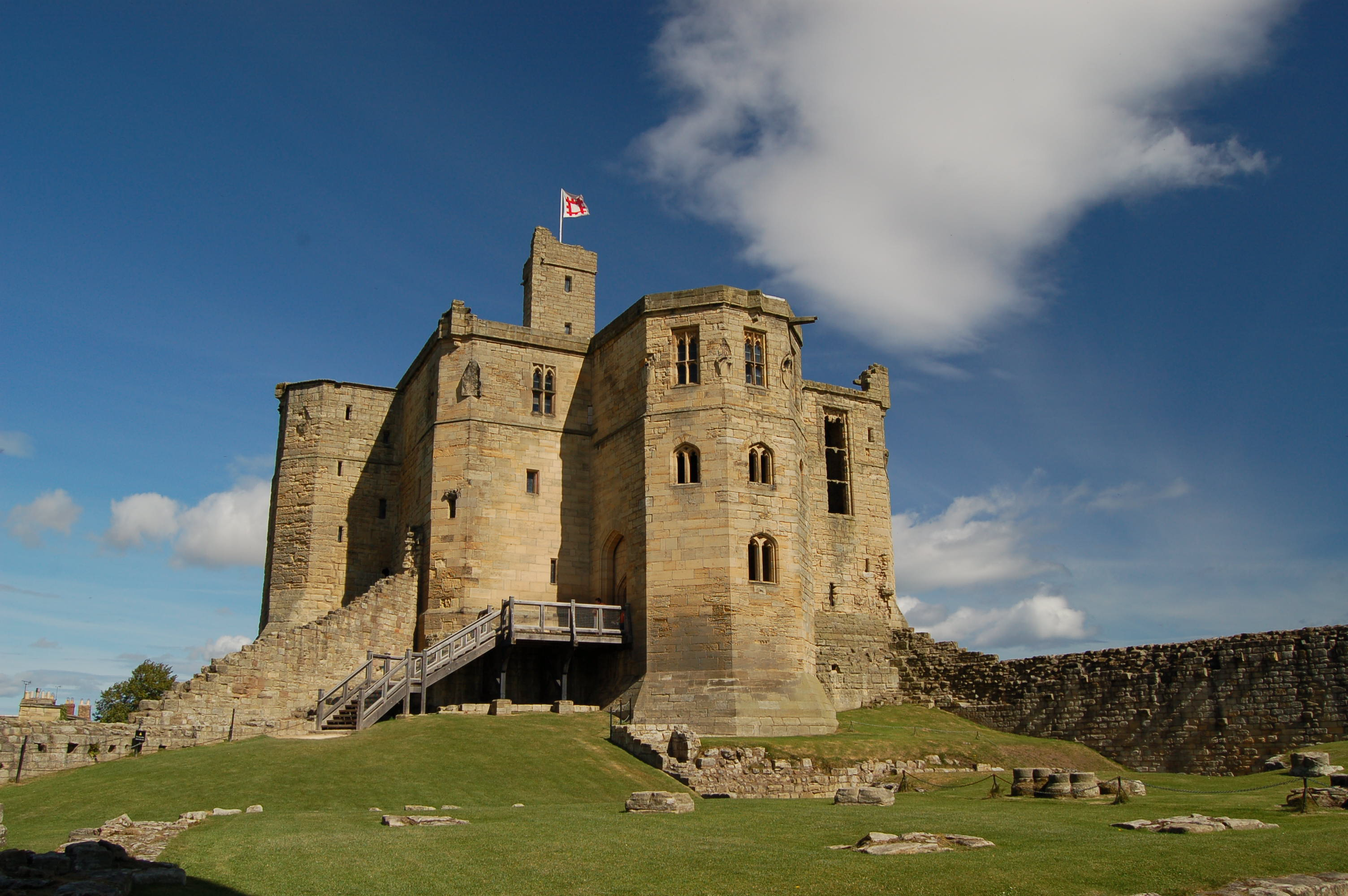
La torre fortaleza de finales del del castillo de Warkworth, en Inglaterra.

En el sur de Inglaterra castillos privados estaban siendo construidos por familias de reciente aparición, ricos; como el trabajo en Windsor, estos castillos se basaron en los temas de arquitectura de diseños marciales, pero no tenían la intención de formar una defensa seria contra el ataque. Estos nuevos castillos estaban muy influenciados por los diseños franceses, involucrando un castillo de forma rectangular o semirrectangular con torres en las esquinas, puertas fortificadas y un foso; las paredes efectivamente encerrando un patio cómodo no muy diferente a la de un señorío no fortificado. El castillo de Bodiam construido en la década de 1380 poseía un foso, torres y troneras, pero, en lugar de ser una verdadera fortificación militar, el castillo fue pensado principalmente para ser admirada por los visitantes y se utilizaba como una vivienda de lujo —la arquitectura de caballería invocaba implícitamente las comparaciones con el gran castillo de Eduardo I en Beaumaris.
En el norte de Inglaterra, las mejoras en la seguridad de la frontera con Escocia, y el ascenso de las principales familias nobles como los Percies y los Neville, alentaron un aumento en la construcción de castillos a finales del siglo XIV.</ref>  Palacios-fortaleza como Raby, Bolton y el castillo de Warkworth tomaron los estilos de castillo cuadrangulares del sur y los combinaron con grandes torres clave o fortalezas para formar un estilo norteño distintivo Construidos por las principales casas de nobles estos castillos eran típicamente aún más opulentos que los construidos por los nuevos ricos del sur. Marcaron lo que el historiador Anthony Emery ha descrito como un «segundo pico de la construcción de castillos en Inglaterra y Gales», después de los diseños eduardianos a finales del siglo XIV.

### Introducción de la pólvora

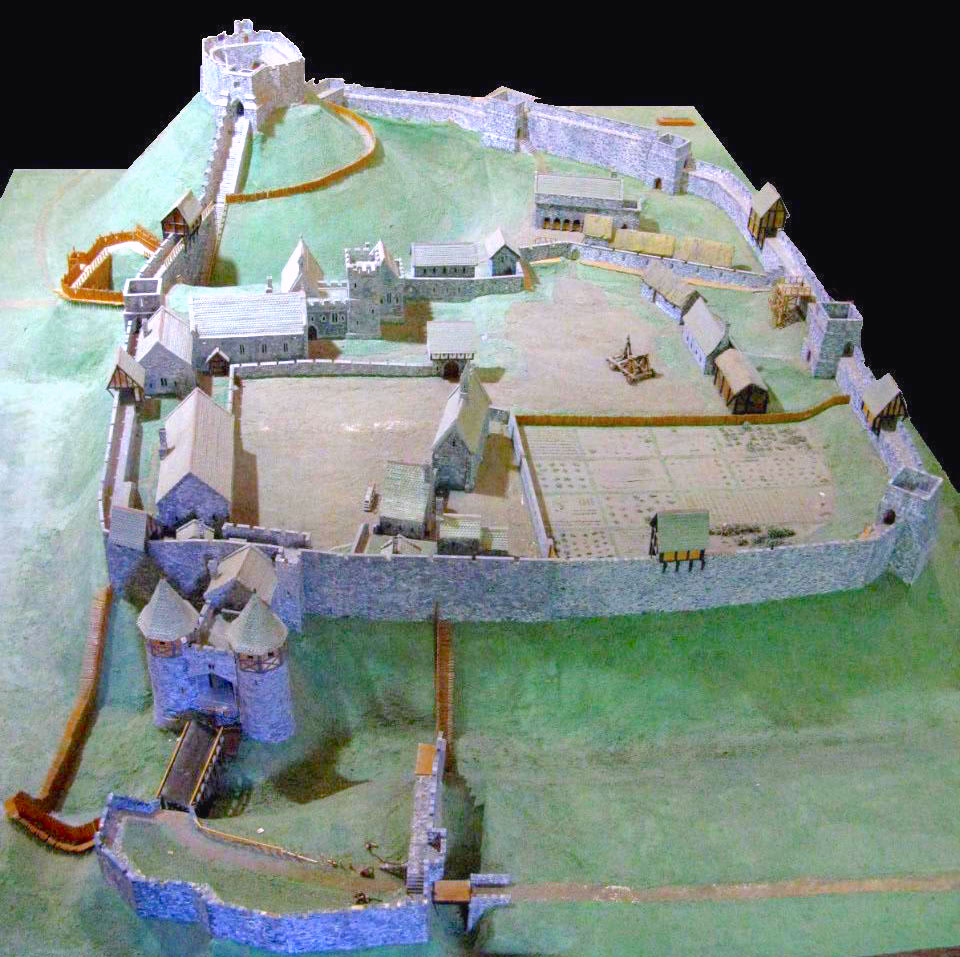
Castillo de Carisbrooke, en Inglaterra, poco después de la adición de cañones a sus defensas en el.

Las primeras armas de pólvora fueron introducidas en Inglaterra desde los años 1320 en adelante y comenzaron a aparecer en Escocia por la década de 1330. Por la década de 1340 la Corona Inglesa gastaba regularmente dinero en ellas y la nueva tecnología comenzó a ser instalada en castillos ingleses de la década de 1360 y la década de 1370, y en los castillos de Escocia hasta 1380. Los cañones se hicieron en varios tamaños, desde cañones pequeños de mano a pistolas más grandes que disparaban bolas de piedra de hasta 7,6 pulgadas (19,304 cm). Armas de tamaño mediano pesaban alrededor de 20 kg cada una y fueron más útiles para la defensa de castillos, aunque Richard II estableció finalmente armas de fuego de 600 libras (272 kilos) en la Torre de Londres y la bombarda pesada Mons Meg de 15,366 libras (6,970 kilos) se instaló en el castillo de Edimburgo.
Los primeros cañones tenían solo un rango limitada, no eran fiables y, además, las primeras balas de cañón de piedra eran relativamente ineficaces cuando se disparaban a las paredes de castillo de piedra. Como resultado, los cañones tempranos demostraron ser el más útil para la defensa, en particular contra los asaltos de infantería o para disparar a las tripulaciones de catapultas enemigas. De hecho, los primeros cañones podían ser muy peligrosos para sus propios soldados; James II de Escocia murió sitiando el castillo de Roxburgh en 1460 cuando uno de sus cañones, llamados "León", explotó al lado de él. El gasto de los primeros cañones significaba que eran principalmente un arma desplegada por la realeza en lugar de la nobleza.
Los cañones en castillos ingleses fueron desplegados inicialmente a lo largo de la costa sur, donde los puertos de canal, esenciales para las operaciones militares comercio Inglés y en Europa, fueron cada vez más amenazados por los ataques franceses. Los castillos de Carisbrooke, Corfe, Dover, Porchester, Saltwood y Southampton recibieron cañones a finales del siglo XIV, las pequeñas troneras circulares "ojo de cerradura" fueron construidas en las paredes para dar cabida a las nuevas armas. El castillo de Carisbrooke fue objeto de un asedio francés sin éxito en 1377, la Corona reaccioór al equiparlo con un cañón y un molino para la fabricación de la pólvora en 1379. Algunos castillos ingleses a lo largo de la frontera con Gales y Escocia fueron equipados de forma similar, con la Torre de Londres y el castillo de Pontefract funcionando como depósitos de abastecimiento para las nuevas armas. En Escocia, el primer cañón para un castillo pudo haber sido comprado para Edimburgo en 1384, que también se convirtió en un arsenal para los nuevos dispositivos.

## SiglosXVyXVI

### Declive de los castillos ingleses

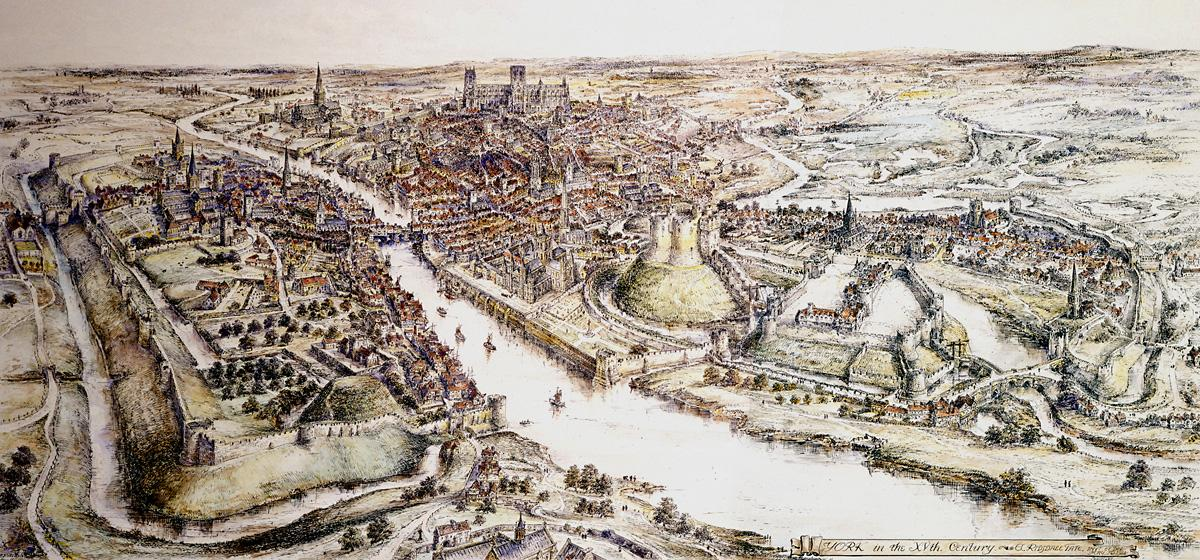
Una resconstrucción de la ciudad inglesa de York en el mostrando el York Castle (derecha) y el Old Baile (izquierda)

En el siglo XV muy pocos castillos estaban bien cuidados por sus dueños. Muchos castillos reales estaban recibiendo una inversión insuficiente para poder ser mantenidos, había filtros en los techos, el trabajo de piedra se derrumbó, el plomo o la madera era robada. La Corona era cada vez más selectivo con las castillos reales mantendría, con otros dejándolos decaer. En el siglo XV solamente Windsor, Leeds, Rockingham y Moor End mantenían un alojamiento cómodo; Nottingham y York forman la columna vertebral de la autoridad real en el norte, y Chester, Gloucester y Bristol formaban los equivalentes en el oeste. Incluso las más importantes fortificaciones como los castillos del norte de Gales y los castillos de frontera de Carlisle, Bamburgh y Newcastle upon Tyne vieron la reducción de financiación y mantenimiento. Muchos castillos reales continuaron teniendo un papel como la cárcel del condado, con la torre de entrada siendo utilizada con frecuencia como instalación principal.
Las filas de los barones continuaron reduciéndose en el siglo XV, produciendo una élite pequeña de señores ricos, pero reduciendo de la riqueza comparativa de la mayoría y muchos castillos señoriales cayeron en un declive similar. Los estados de cuentas del siglo XVI de John Leland sobre los castillos Inglés están repletos de descripciones de castillos siendo "sore decayed", sus defensas "in ruine" o donde las paredes todavía podría estar en buen estado, los "logginges within" estaban "decayed". Los castillos ingleses no desempeñaron un papel decisivo durante la Wars of the Roses, , libradas entre 1455 y 1485, que fueron principalmente batallas campales entre las facciones rivales de los Lancastrians y los Yorkists.

### Palacios renacentistas

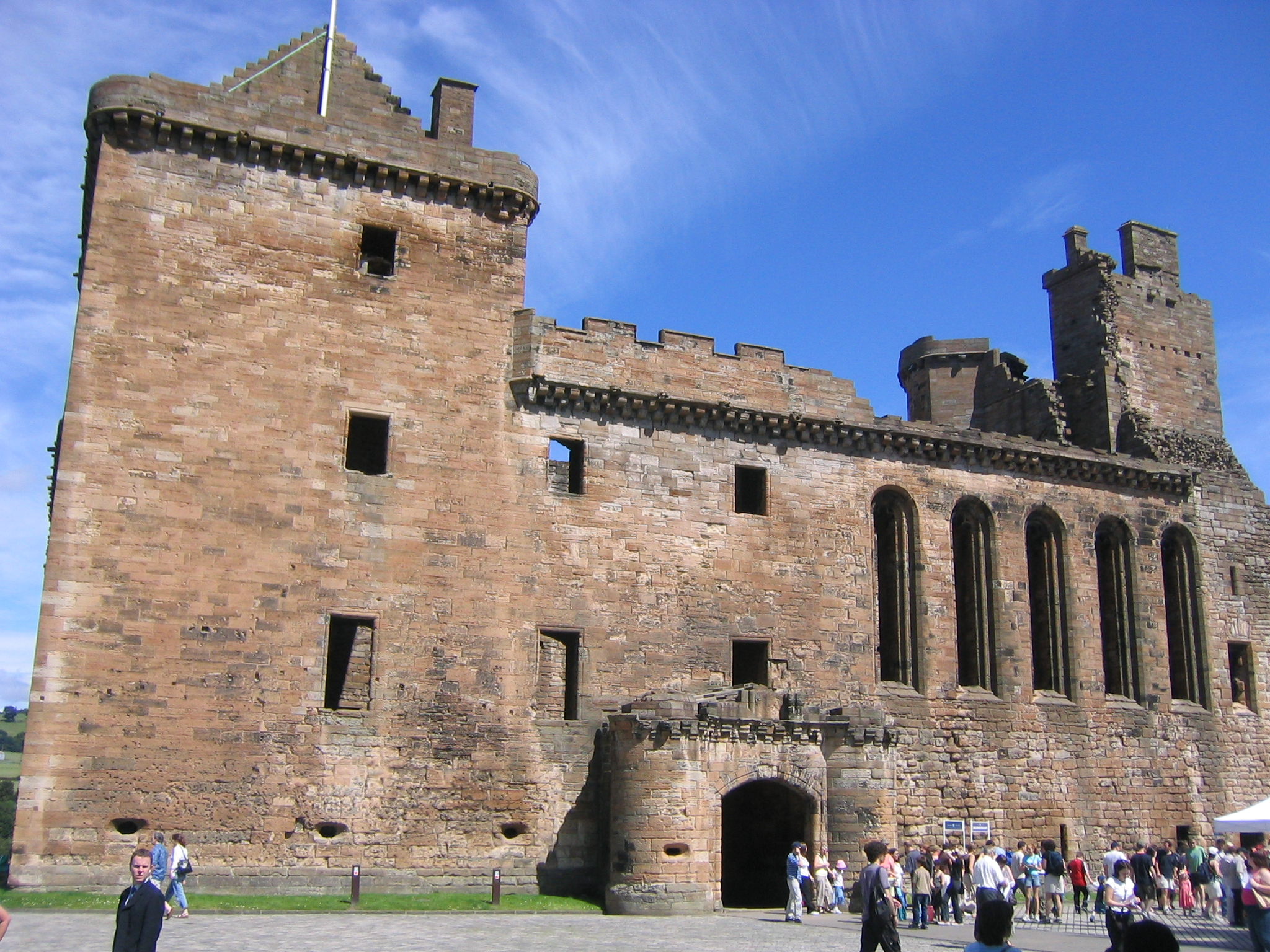
Linlithgow en Escocia, reconstruido como un palacio real en el siglo XV

Los siglos XV y XVI vieron un pequeño número de castillos británicos desarrollándose en estructuras aún más grande, a menudo sobre la base de la arquitectura del renacimiento que fue aumentando su popularidad en el continente. Torre fortalezas, sólidas y grandes fueron utilizadas para el alojamiento privado, probablemente inspirado en las que en Francia había comenzado a aparecer en el siglo XIV en Dudley y Warkworth. En el siglo XV el buen gusto se propagó con la creación de castillos palaciegos muy costosos, influencia por Francia ofreciendo torres complejas en Wardour, Tattershall y el castillo de Raglan. En el centro y oriente de Inglaterra los castillos comenzaron a ser construida de ladrillo, como ejemplo Caister, Kirby Muxloe y Tattershall de este nuevo estilo. En el norte de la frontera con la construcción de la Holyrood Gran Tower entre 1528 y 1532 recogió esta tradición inglesa, pero incorporó influencias francesas adicionales para producir un castillo muy segura y cómodo.
Los constructores reales en Escocia abrieron el camino en la adopción de nuevos estilos renacentista europeos en el diseño de castillo. James IV y James V utilizaron excepcionales ingresos, como la confiscación de tierras clave, para establecer su poder a través de su reino en diversas formas, incluyendo la construcción de castillos majestuosos como Linlithgow mediante la ampliación y modificación de fortificaciones existentes. Estos palacios castillo escocés se basaron en diseños del renacimiento italiano, en particular, el diseño de moda de un corte cuadrangular con una escalera-torreta en cada esquina, utilizando Harling para darles una apariencia italiana. Más tarde, los castillos se basaron en diseños renacentistas de Francia, tales como el trabajo en el Falkland Palace y castillo de Stirling. El cambio de enfoque arquitectónico reflejó el cambio de alianzas políticas, como James V quien había formado una estrecha alianza con Francia durante su reinado. En las palabras del historiador de la arquitectura John Dunbar los resultados fueron los «ejemplos más tempranos de diseños coherentes al renacimiento en Gran Bretaña».

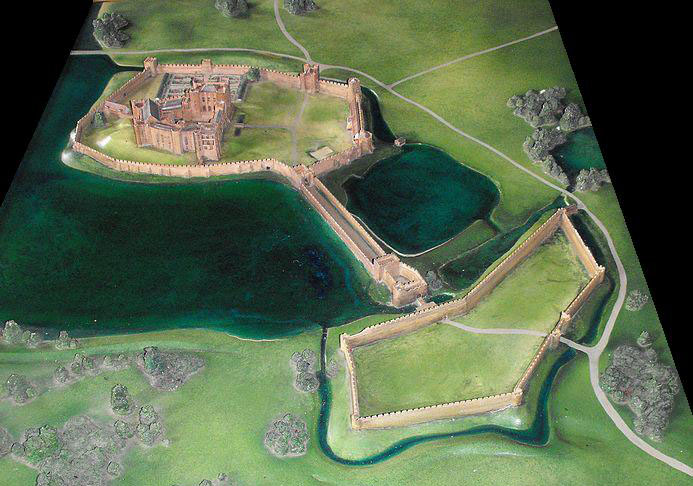
Reconstrucción del castillo de Kenilworth palladiano en Inglaterra alrededor de 1575

Estos cambios también incluyeron cambios en las creencias sociales y culturales. El período vio la desintegración del orden feudal mayor, la destrucción de los monasterios y los cambios económicos generalizados, alterando los vínculos entre los castillos y las propiedades circundantes. Dentro de los castillos, el Renacimiento vio introducción de la idea de los espacios públicos y privados, colocando nuevo valor a castillos que tenían espacios privados para el señor o sus clientes fuera de la vista del público. A pesar de que la élite en Gran Bretaña e Irlanda siguió manteniendo y construyendo castillos en el estilo de la época medieval hubo una comprensión cada vez mayor a través del Renacimiento, ausente en el siglo XIV, que castillos domésticos eran fundamentalmente diferentes a las fortificaciones militares que se estaban construyendo para hacer frente a la propagación de la artillería de pólvora. Los castillos continuaron siendo construidos y retrabajados en lo que el historiador cultural, Matthew Johnson ha descrito como un «intento consciente para invocar valores vistos como estando bajo amenaza». Los resultados, como en el castillo de Kenilworth por ejemplo, podía incluir enormes castillos rediseñados deliberadamente para parecer viejo y luciendo características de caballerías, pero repleto con cámaras privadas, galerías italianas y alojamiento de lujo moderno.
Aunque el tamaño de las familias nobles se redujo ligeramente durante el siglo XVI, el número de huéspedes en los eventos importantes del castillo continuó creciendo. 2000 personas llegaron a festejar en el castillo de Cawood en 1466, mientras que el Duque de Buckingham rutinariamente entretenía hasta 519 personas en el castillo de Thornbury en el inicio del siglo XVI.</ref> Cuando Isabel I visitó Kenilworth en 1575 llevaba un séquito de 31 barones y 400 miembros del personal para una visita que duró 19 días; Leicester, el dueño del castillo, entretuvo a la reina y gran parte de la región colindante con desfiles, fuegos artificiales, cebos de peluche, juegos de misterio, caza y espléndidos banquetes. Con esta ritmo de vida y entretenimiento, la necesidad de encontrar más espacio en castillos viejos se convirtió en un problema importante tanto en Inglaterra como en Escocia.

### Tower houses

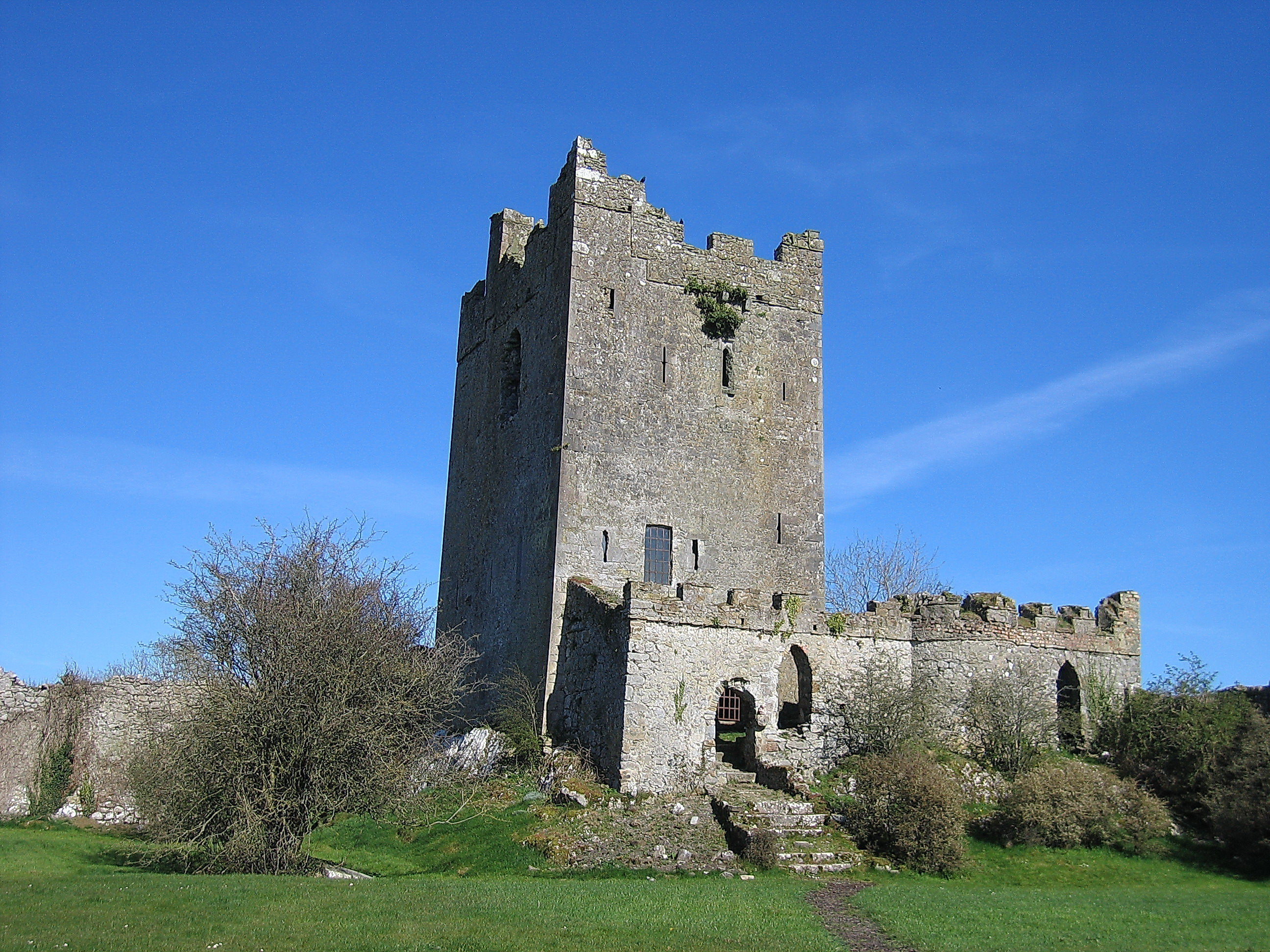
Castillo de Clonony, en Irlanda, una tower house del siglo XVI

Las tower houses fue una característica común de construcción de castillos británicos e irlandeses en el último período medieval: más de 3000 fueron construidos en Irlanda, alrededor de 800 en Escocia y más de 250 en Inglaterra.</ref> era típicamente una construcción de piedra alta, cuadrada, y almenada; las tower houses de Escocia y Úlster estaban a menudo también rodeadas por una barmkyn o bawn, un patio amurallado diseñado para tener animales valiosos con seguridad, pero no necesariamente destinados para la defensa. Muchas de las puertas fortificadas en estos edificios eran vigiladas con Yetts, puertas como parrillas estaban hechas de barras de metal. Versiones más pequeñas de tower houses en el norte de Inglaterra y el sur de Escocia eran conocidas como Peel towers, pele houses, y fueron construidas a lo largo de ambos lados de la frontera. En Escocia se construyeron una serie de ciudades escocesas. Fue originalmente argumentado de que las tower houses irlandesas se basaron en diseño escoceses, pero el patrón de desarrollo de este tipo de castillos en Irlanda no admite esta hipótesis.
Estaba dirigida principalmente para proporcionar protección frente a grupos de ataque más pequeños y no estaban destinadas a soportar oposición significativa a un asalto militar organizado, el historiador Stuart Reid las describe como «defendible en lugar de defensivo». Algunas puertas de armas para armas más pesadas se construyeron en algunas tower houses de Escocia en el siglo XVI, pero era más común el uso de armas más ligeras de pólvora, tales como fusiles, para defender tower houses en Escocia. A diferencia de Escocia, las tower houses irlandesas solamente se defendían con armas de mano relativamente ligeras y con frecuencia reutilizaban viejos arrowloops, en lugar de diseños más modernos, para ahorrar dinero.
El análisis de la construcción de tower houses se ha centrado en dos principales fuerzas impulsoras. La primera es que la construcción de estos castillos parece estar relacionado en períodos de inestabilidad y de inseguridad en las zonas en cuestión. En Escocia, la pérdida del señorío de las islas por James IV condujo a una explosión inmediata de la construcción de castillos en toda la región y, en el largo plazo, un alto grado de clanes de guerra, mientras que las posteriores guerras con Inglaterra en la década de 1540 añadieron inseguridad durante el resto del siglo. Las tower houses irlandesas fueron construidas a finales del siglo XIV en adelante debido a que el campo se desintegró en el control inestable de un gran número de pequeños señoríos y Enrique VI promovió su construcción con recompensas financieras con el objetivo de mejorar la seguridad. Las tower houses inglesas fueron construidos a lo largo de la frontera con Escocia en una período peligroso e inseguro. Paradójicamente, parecen haber sido los períodos de relativa prosperidad. El historiador contemporáneo William Camden hizo observaciones del norte de inglés y de Escocia, «no hay hombre entre ellos de una mejor especie que no tenía su pequeña torre o pila», y muchas tower houses parecen haber sido construidas tanto como símbolos de estatus como estructuras de defensa. A lo largo de las fronteras anglo-escocesas los patrones de construcción siguieron la prosperidad relativa del lado diferente: los señores ingleses construyeron tower houses sobre todo a principios del siglo XV, cuando el norte de Inglaterra fue particularmente próspero, mientras que sus equivalentes escoceses los construyeron a finales de siglo XV y a principios del XVI, los períodos de auge en la economía de Escocia. En Irlanda, el crecimiento de la t'tower house durante el siglo XV reflejó el aumento de la ganadería y de la riqueza que trajo a muchos señores menores en Irlanda.

### Nuevos desarrollos en la Artillería de pólvora

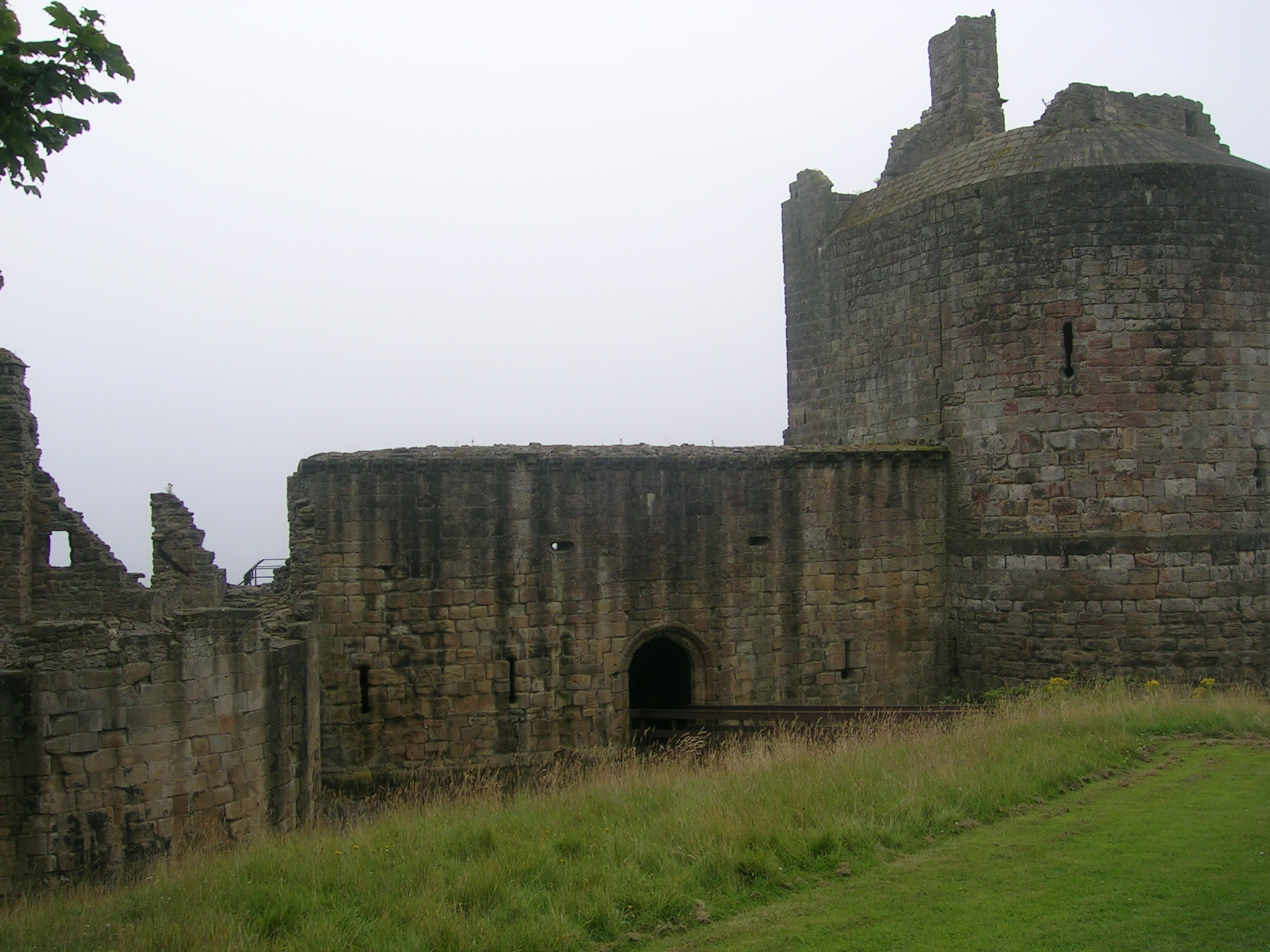
Castillo de Ravenscraig, en Escocia, mostrando su curva, fortificaciones de perfil bajo diseñados para resistir disparos de cañones

Los cañones continuaron siendo mejorado durante los siglos XV y XVI. Lagunas de castillo fueron adaptados para permitir cañones y otras armas de fuego para ser utilizado en un papel defensivo, pero ofensivamente las armas de pólvora siguieron siendo relativamente poco fiables. Inglaterra había quedado atrasado con respecto a Europa para adaptarse a esta nueva forma de guerra; los castillos Dartmouth y Kingswear, construidos en la década de 1490 para defender el río Dart, y la Bayard’s Cover, y diseñados en 1510 para defender el puerto de Dartmouth, estaban entre los pocos castillos ingleses diseñado en el estilo continental durante el período, e incluso estos se quedaron atrás del diseño europeo. Los castillos escoceses estaban más avanzados en este sentido, en parte como resultado de las influencias más fuertes de la arquitectura francesa. El castillo de Ravenscraig en Escocia, por ejemplo, fue un intento temprano en la década de 1460 para implementar una combinación de «Letter box» para armas de artillería. Estos letter box, comunes en la Europa continental, se extendieron rápidamente a través de Escocia, pero rara vez se utilizaron en Inglaterra durante el siglo XV. Escocia también condujo a la adopción del nuevo diseño caponier para las zanjas de castillos, tal como se construyeron en el castillo de Craignethan.
Enrique VIII se preocupó con la amenaza de la invasión francesa durante 1539 y estaba familiarizado con los diseños continentales más modernos. Él respondió a la amenaza mediante la construcción de una famosa secuencia de fuertes, los llamó el Device Forts o castillos de Herician, a lo largo de la costa sur de Inglaterra diseñados específicamente para ser equipados con artillería de pólvora y para defenderse.  Estos fuertes todavía carecían de algunas de las características continentales más modernos, como bastiones en ángulo. Cada fuerte tenía un diseño ligeramente diferente, pero como un grupo que comparte características comunes, con la fortificación formado en torno a una serie de lóbulos compactos, a menudo en una forma de trébol de cuatro hojas o de tres, diseñado para dar a los cañones un ángulo de 360 grados de disparo. TLos fuertes estaban por lo general escalonados por etapas para permitir que las armas de fuego dispararan una sobre la otra y tenía características tales como rejillas de ventilación para dispersar el humo de la pólvora. Es probable que muchos de los fuertes fueron también protegidos originalmente por baluartes de tierra, aunque estos no han sobrevivido. Los fuertes resultantes han sido descritos por el historiador Christopher Duffy que tiene «un aire a la vez robusto y festivo, más bien como un pastel de bodas aplastado».

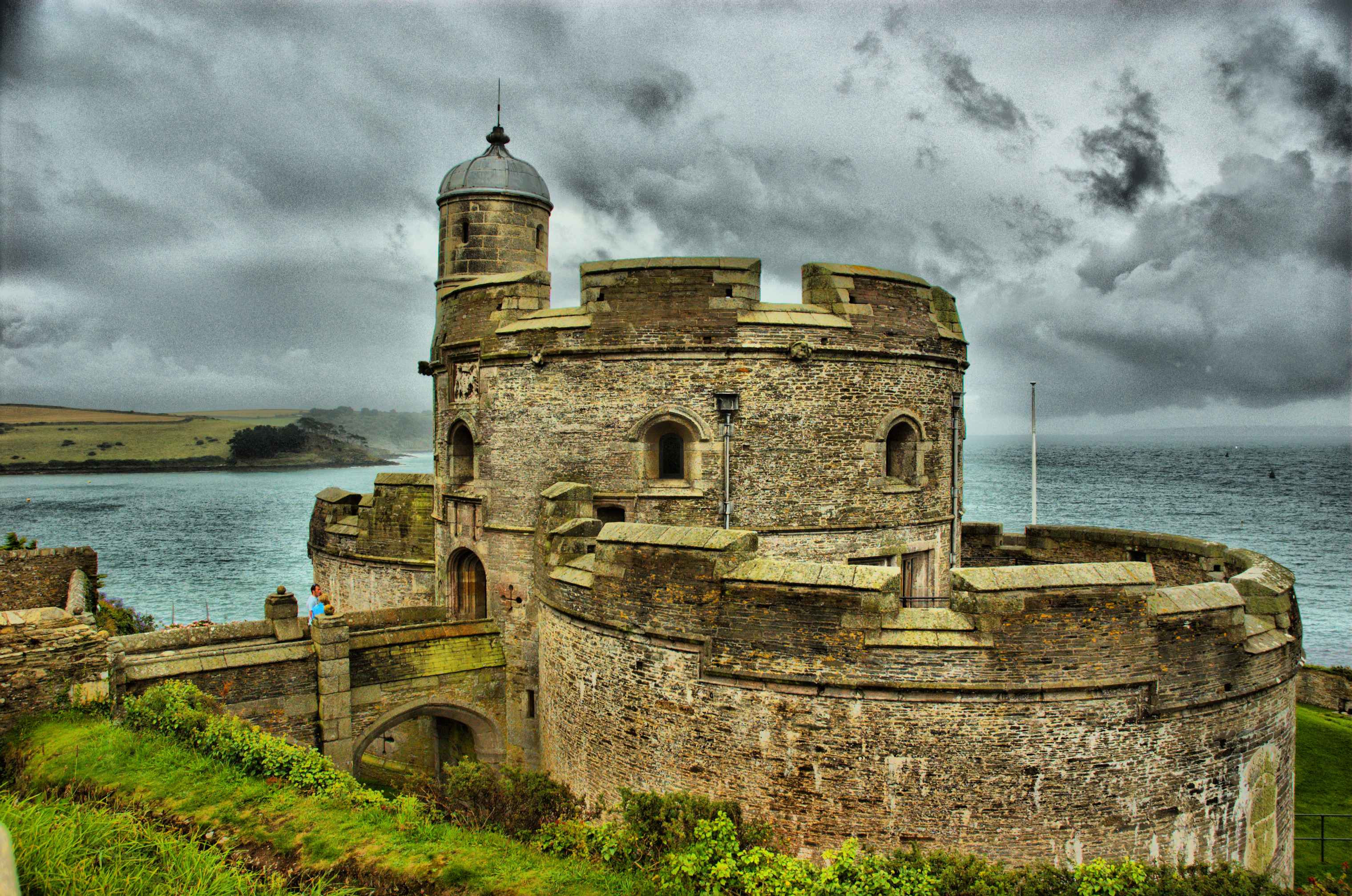
Castillo de St Mawes en Inglaterra, uno de los Device Forts de Enrique VIII

Estas defensas costeras marcaron un alejamiento de los castillos, que eran ambas fortificaciones militares y edificios domésticos, hacia los fuertes, los cuales fueron guarnecidos pero no domésticos; menudo la década de 1540 son escogidos como fecha de transición para el estudio de castillos como una consecuencia. Los años siguientes también marcaron casi el final del diseño de la fortificación inglesa, por la década de 1580 las mejoras castillo fueron casi totalmente dominados por expertos europeos importados. La superioridad del diseño del castillo escocés también disminuyó; la media luna construida en el castillo de Edimburgo en 1574, por ejemplo, estaba ya muy anticuado en términos continentales en el momento en que fue construido. El número limitado de fortificaciones modernas construidas en Irlanda, como aquellos con las primeras gunports instaladas en castillo de Carrickfergus en la década de 1560 y en Corkbeg en el puerto de Cork, construido en la década de 1570 por el temor de una invasión, eran igualmente nada excepcional para los estándares europeos.
No obstante, la mejora en la artillería de pólvora desempeñó un papel en la reconquista de Irlanda en la década de 1530, donde el exitoso asedio inglés del castillo de Maynooth en 1530 demostró el poder de los nuevos cañones de sitio. Todavía había relativamente pocas armas en Irlanda y sin embargo, durante la guerra de los Nueve Años al final del siglo, los irlandeses eran relativamente inexpertos en la guerra de asedio con artillería utilizada principalmente por los Ingleses. Tanto en Irlanda y Escocia, el desafío era cómo transportar piezas de artillería a castillos de asedio; el mal estado de las carreteras de Escocia requirió trenes caros de caballos de carga, que solo el rey podía permitirse, y en Irlanda la red fluvial tuvo que ser utilizada con frecuencia para transportar las armas hacia el interior. En estas circunstancias los castillos más viejos podían frecuentemente permanecer a la defensiva en características viables, aunque el sitio del castillo de Cahir en 1599 y el ataque al castillo Dunyvaig, en Islay, en 1614 demostraron que, si la artillería podía ser ejercida, las paredes del castillo previamente inexpugnables podían caer de forma relativamente rápida.

## sigloXVII

### Guerra de los tres reinos

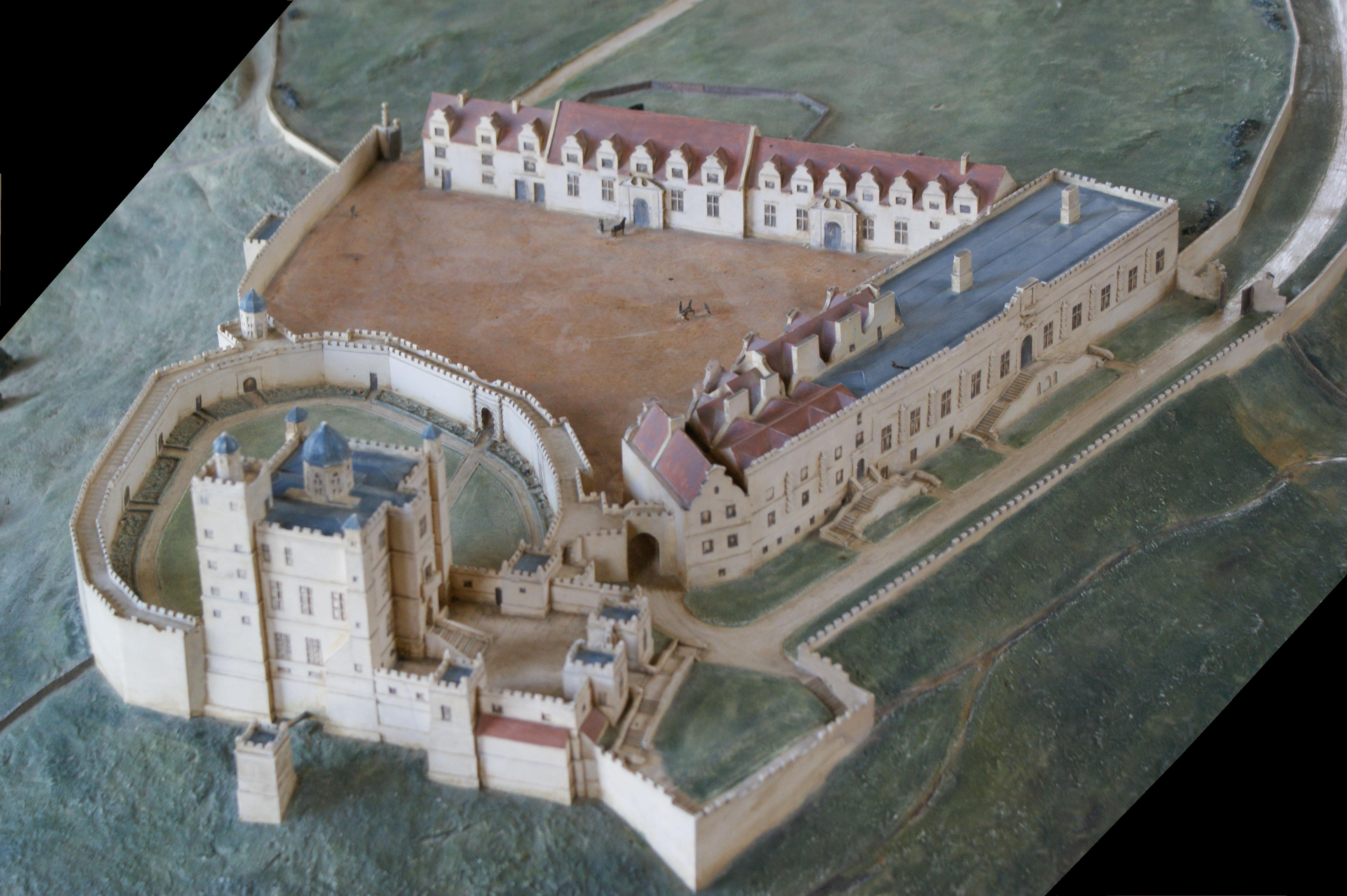
Castillo de Bolsover, en Inglaterra, después de su rediseño en el siglo XVII

En 1603 Jacobo VI de Escocia heredó la corona de Inglaterra, trayendo un período de paz entre los dos países. La corte real se estableció en Londres y, como resultado, a excepción de visitas ocasionales, las obras de construcción de castillos reales al norte de la frontera se detuvo. La inversión en castillos ingleses, especialmente los castillos reales, se redujo drásticamente. James vendió muchos castillos reales en Inglaterra a promotores inmobiliarios, incluyendo el castillo de York y el castillo de Southampton. Una inspección real en 1609 destacó que los castillos eduardianos del norte de Gales, incluyendo Conwy, Beaumaris y Harlech estaban absolutamente deteriorados. Una inspección posterior de varios condados ingleses en 1635 encontró un cuadro similar: Lincoln, Kendal, York, Nottingham, Bristol, Queenborough, Southampton  y Rochester se encontraban entre los que estaban en un estado de deterioro. En 1642 un folleto describió que muchos castillos ingleses como muy decaídos y requerían muchas provisiones para la defensa warlike. Estos eran mantenidos como viviendas particulares; como los castillos Arundel, Berkeley, Carlisle y Winchester los cuales estaban en condiciones mucho mejores, pero no necesariamente defendibles en un conflicto; mientras que algunos como el castillo Bolsover fueron rediseñados a medida que más viviendas modernas tuvieran un estilo de Palladio. Un puñado de fuertes costeros y castillos, entre ellos el castillo de Dover, se mantuvieron en buen estado militar con defensas .
En 1642 estalló la guerra civil inglesa, en principio, entre los partidarios del Parlamento y de los partidarios realistas de Carlos I. La guerra se extendió a Irlanda y Escocia, y se prolongó en tres conflictos separados en la misma Inglaterra. La guerra fue el primer conflicto prolongado en Gran Bretaña que implicó el uso de artillería y pólvora. Los castillos ingleses fueron utilizados para diversos fines durante el conflicto. El castillo de York formó una parte clave de las defensas de la ciudad, con un gobernador militar; los castillos rurales como el castillo de Goodrich podían ser utilizados como unas bases para asaltar y para controlar los alrededores; castillos más grandes, como el Windsor, se usaron para la celebración de los prisioneros de guerra o como cuarteles militares. Durante los castillos de guerra con frecuencia volvieron a ser utilizados: las defensas existentes serían renovadas, mientras que las paredes serían "countermured" o fijadas por tierra, con el fin de protegerlas de los cañones. Las torres y fortalezas estaban llenas de tierra para hacer plataformas de armas, como en Carlisle y el Castillo de Oxford. Nuevos bastiones de tierra podían añadirse a los diseños existentes, como en Cambridge y en el castillo de Carew y el no fortificado Basing House, además el ringwork normando volvió a entrar en comisión. Los costos pudieron ser considerables, con el trabajo en el Castillo de Skipton llegando a más de £1000.

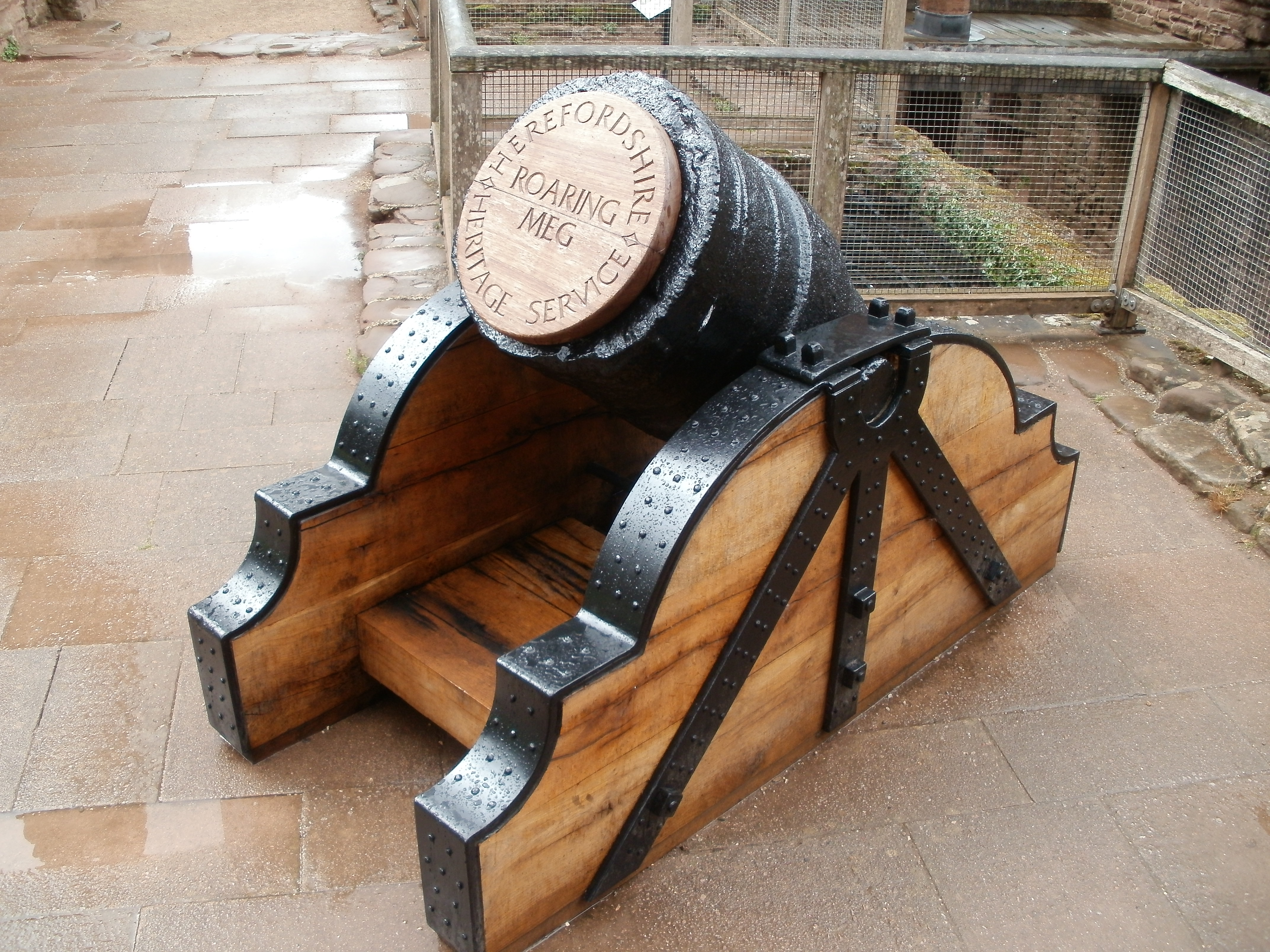
"Roaring Meg", un ejemplo de un mortero sobreviviente de la guerra civil

Los asedios se convirtieron en una parte prominente de la guerra con más de 300 ocurrido durante el período, muchos de ellos implicaban castillos. De hecho, como sugiere Robert Liddiard, el «papel militar de algunos castillos en el siglo XVII, está fuera de toda proporción a sus historias medievales». La artillería formó una parte esencial de estos asedios, con la «acción militar característica», según el historiador militar Stephen Bull, siendo «un ataque a un punto de apoyo fortificada» con el apoyo de artillería. La proporción de piezas de artillería para los defensores varió considerablemente en los asedios, pero en todos los casos hubo más armas que en conflictos anteriores; hasta una pieza de artillería por cada nueve defensores no era desconocido en casos extremos, como por ejemplo cerca del castillo de Pendennis. El crecimiento en el número y tamaño de artillería de sitio favoreció a los que tenían los recursos para adquirir y desplegar estas armas. La artillería había sido mejorada en la década de 1640, pero todavía no había logrado ser decisiva, ya que al cañón más ligero del período le resultaba difícil penetrar las amuradas y las defensas de tierra y madera - demostrado en el sitio deCorfe. Los morteros, capaz de tirar fuego sobre los muros más altos, demostrando ser particularmente eficaces contra los castillos, particularmente en aquellos más compactas con pequeños patios y áreas abiertas, como en el castillo de Stirling.
La artillería pesada introducida en Inglaterra se extendió al resto de las islas británicas. A pesar de que hasta un millar de soldados irlandeses que habían servido en Europa regresaron durante la guerra, llevando con ellos la experiencia de la guerra de asedio de la guerra de los Treinta Años en Europa, fue la llegada del tren de cañones de sitio de Oliver Cromwell en 1649 que transformó el conflicto y el destino de los castillos de la zona. Ninguno de los castillos irlandeses pudieron soportar estas armas parlamentarias y lo más rápidamente se rindieron. En 1650 Cromwell invadió Escocia y otra vez su artillería en gran medida resultó ser decisiva.

### La restauración

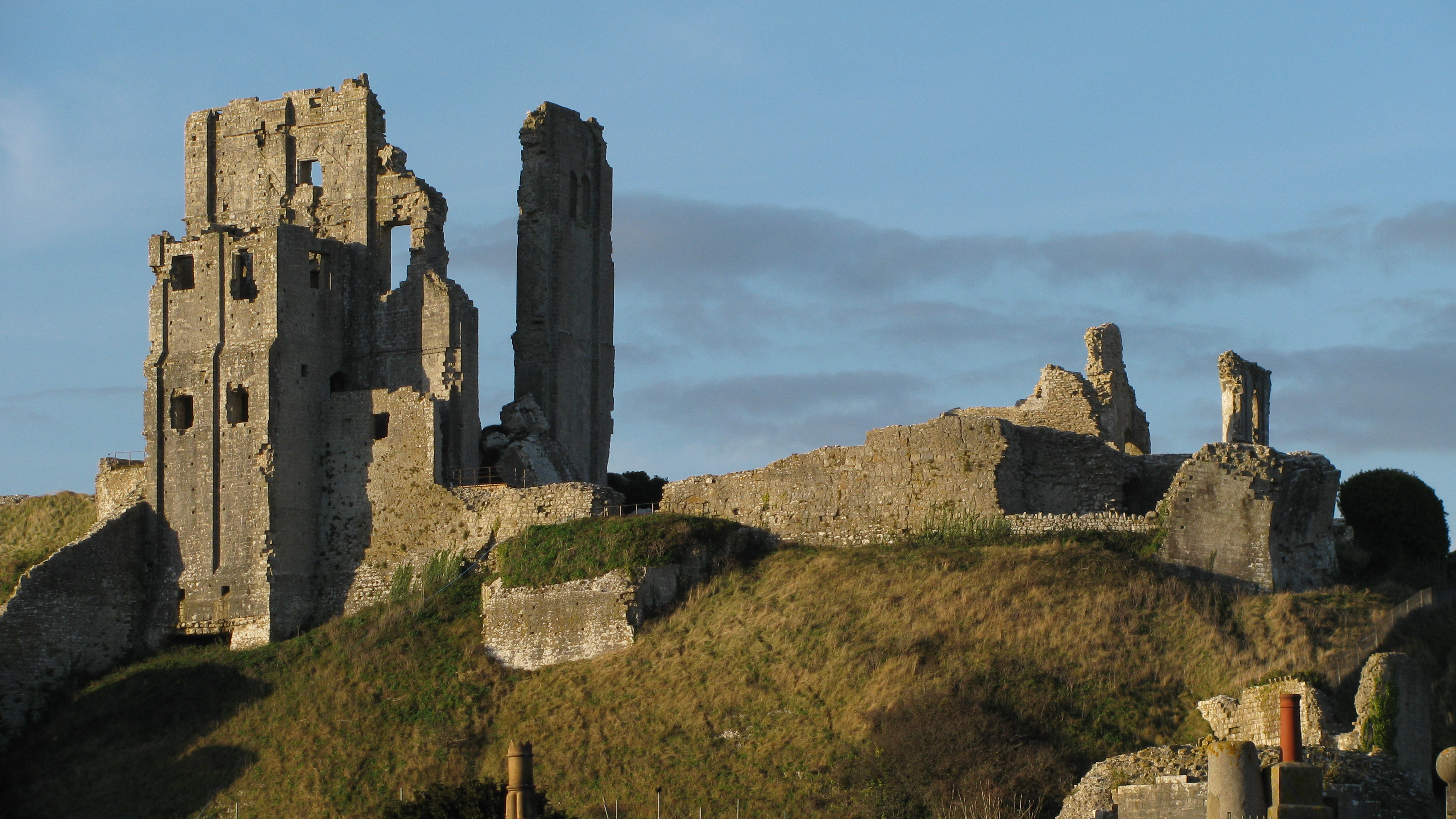
Las ruinas del castillo Corfe, en Inglaterra, destruido después de la guerra civil inglesa

La guerra civil inglesa dio lugar a la emisión de órdenes Parlamento para destruir o dañar muchos castillos, especialmente en las regiones reales prominentes. Esto fue particularmente en el período de 1646 a 1651, con un crecimiento en 1647. Alrededor de 150 fortificaciones fueron destruidas en este período, incluyendo 38 paredes de la ciudad y un gran número de castillos. Destruir era bastante caro y tomó un considerable esfuerzo para llevar a cabo, por lo que el daño fue hecho generalmente de la manera más rentable con paredes determinadas siendo destruidas. En algunos casos, el daño era casi total, como el castillo de Pontefract, que había participado en tres asedios mayores y en este caso, a petición de la gente del pueblo quienes querían evitar más conflictos.
En el momento en que Carlos II fue restaurado en el trono en 1660, los principales palacios-fortalezas en Inglaterra que habían sobrevivido estaban por lo general en mal estado. Como ha descrito el historiador Simon Thurley, el cambio de "requisitos funcionales, patrones de movimiento, modos de transporte, el gusto estético y estándares de confort" entre los círculos reales también estaban cambiando las cualidades que se buscaban en un castillo con éxito. La arquitectura paladina fue creciendo en popularidad, que se asentó con torpeza en el diseño típico de un castillo medieval. Por otra parte, la elegante etiqueta de la corte francesa en el momento requirió un número considerable de salas enfiladas, con el fin de satisfacer los protocolos de la corte, y no era práctico adaptar esas habitaciones en muchos edificios antiguos. La escasez de fondos restringió los intentos de Carlos II para remodelar sus castillos restantes y el rediseño del Castillo Windsor fue el único que se complete totalmente en los años de la restauración.
Muchos castillos todavía conservan un papel defensivo. Castillos en Inglaterra, como el Castillo Chepstow y el Castillo York, fueron reparados y guarnecidos por el rey. A medida en que las tecnologías militares progresaban los costes de actualización de castillos de mayor edad podían ser prohibitivos - el estimado de 30.000 £ requeridos para la conversión potencial de York en 1682, aproximadamente 4.050.000 £ en 2009 términos, da una escala de los costes potenciales. Los castillos desempeñaron un papel mínimo en la Revolución Gloriosa de 1688, aunque algunas fortificaciones como el castillo de Dover fueron atacados por turbas descontentas con las creencias religiosas de sus gobernantes católicos, y los sitios de Castillo del rey Juan en Limerick forman parte de la fase final de la guerra en Irlanda. En el norte de Gran Bretaña los problemas de seguridad persistieron en Escocia. Las fuerzas de Cromwell habían construido una serie de nuevos fuertes y cuarteles modernos, pero los castillos reales de Edimburgo, Dumbarton y Stirling junto con los castillos de Dunstaffnage, Dunollie y Ruthven, también continuaron en uso como fortificaciones prácticas. Las tower houses estaban siendo construidas hasta la década de 1640; después de la Restauración las tower houses fortificadas pasaron de moda, pero la debilidad de la economía escocesa era tal que, muchas de las propiedades más grandes fueron simplemente abandonadas, los castillos más modestos continuaron siendo utilizados y adaptados como casas, en lugar de reconstruir. En Irlanda las tower houses y los castillos se mantuvieron en uso hasta después de la Revolución Gloriosa, cuando los acontecimientos llevaron a un cambio dramático en la propiedad de la tierra y un auge en la construcción de casas de campo paladinas; en muchos casos utilizando maderas arrancadas de la generación más vieja, de castillos abandonados y tower houses.

## sigloXVIII

### Uso militar y gubernamental

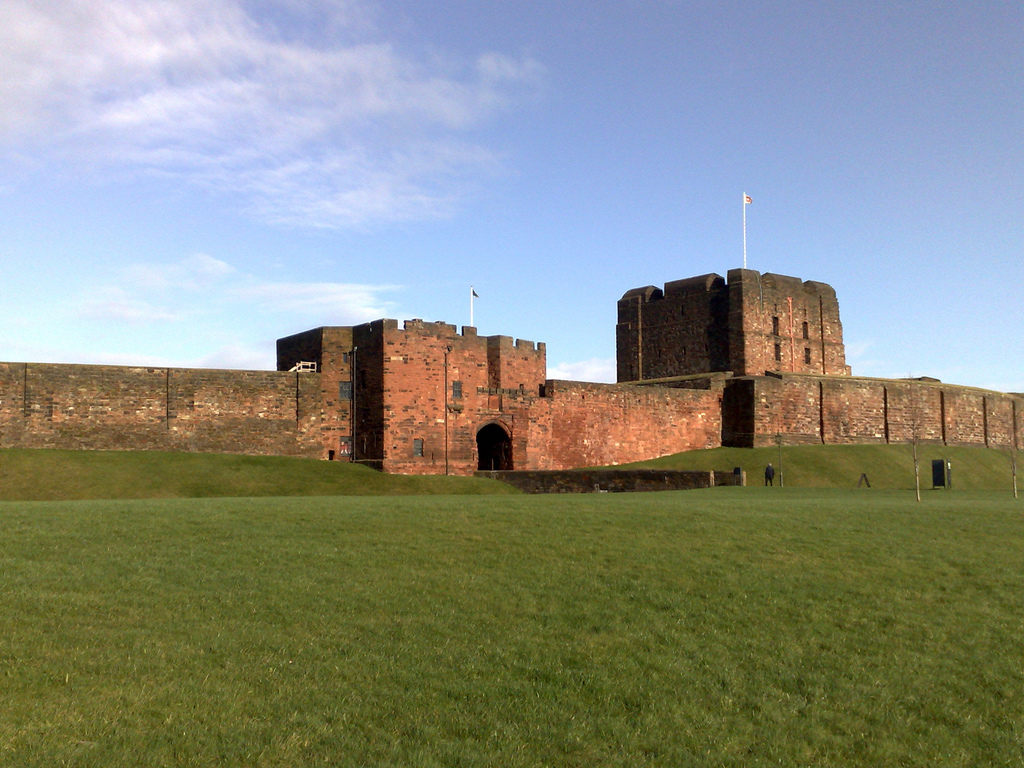
El castillo de Carlisle, en Inglaterra, modernizado en el siglo XVIII para defenderse de las Invasión Jacobita

Algunos castillos en Gran Bretaña e Irlanda siguieron teniendo utilidad militar en el siglo XVIII. Hasta 1745 una serie de levantamientos jacobitas amenazaban la Corona en Escocia, que culminó en la rebelión en 1745. Varios castillos reales se mantuvieron durante el período, ya sea como parte de las defensas fronterizas inglesas, como Carlisle, o formando parte de las medidas internas de seguridad en Escocia para sí mismo, como el castillo de Stirling.< Stirling fue capaz de resistir el ataque jacobita en 1745, a pesar de Carlisle fue tomado; el cerco del castillo de Blair, al final de la rebelión en 1746, fue el último castillo sitiado que se produjo en las islas británicas. En las secueslas del conflicto, Corgaff y muchos otros castillos se utilizaron como cuartel de las fuerzas enviadas a guarnición las Highlands. Algunos castillos, como Portchester, se utilizaron para tener a los prisioneros de guerra durante las guerras napoleónicas, al final del siglo y fueron re-equipados en caso de un levantamiento populares durante este período revolucionario. En Irlanda, el castillo de Dublín fue reconstruido después de un incendio y se reafirmó como el centro del poder administrativo y militar británico.
Muchos castillos permanecieron en uso como cárceles del condado, a cargo de carceleros como empresas privadas; con frecuencia esto implicó la puerta de entrada (gatehouse) se mantuviera como el edificio principal de la prisión, como en Cambridge, Bridgnorth, Lancaster, Newcastle y St Briavels. Durante la década de 1770 el reformador de la prisión, John Howard realizó su famoso estudio de las prisiones y cárceles, culminando su trabajo en 1777 The State of the Prisons. Este documentó la mala calidad de instalaciones de estos castillos; presos en el castillo de Norwich vivían en un calabozo, con frecuencia el suelo cubierto por una pulgada de agua; Oxford era "estrecha y ofensivo"; Worcester era tan propenso al tifus que el cirujano del castillo no entraba a la prisión; Gloucester era "mísero en el extremo". El trabajo de Howard provocó un cambio en la opinión pública en contra del uso de las instalaciones de los viejos castillo como cárceles.

### Uso social y cultural

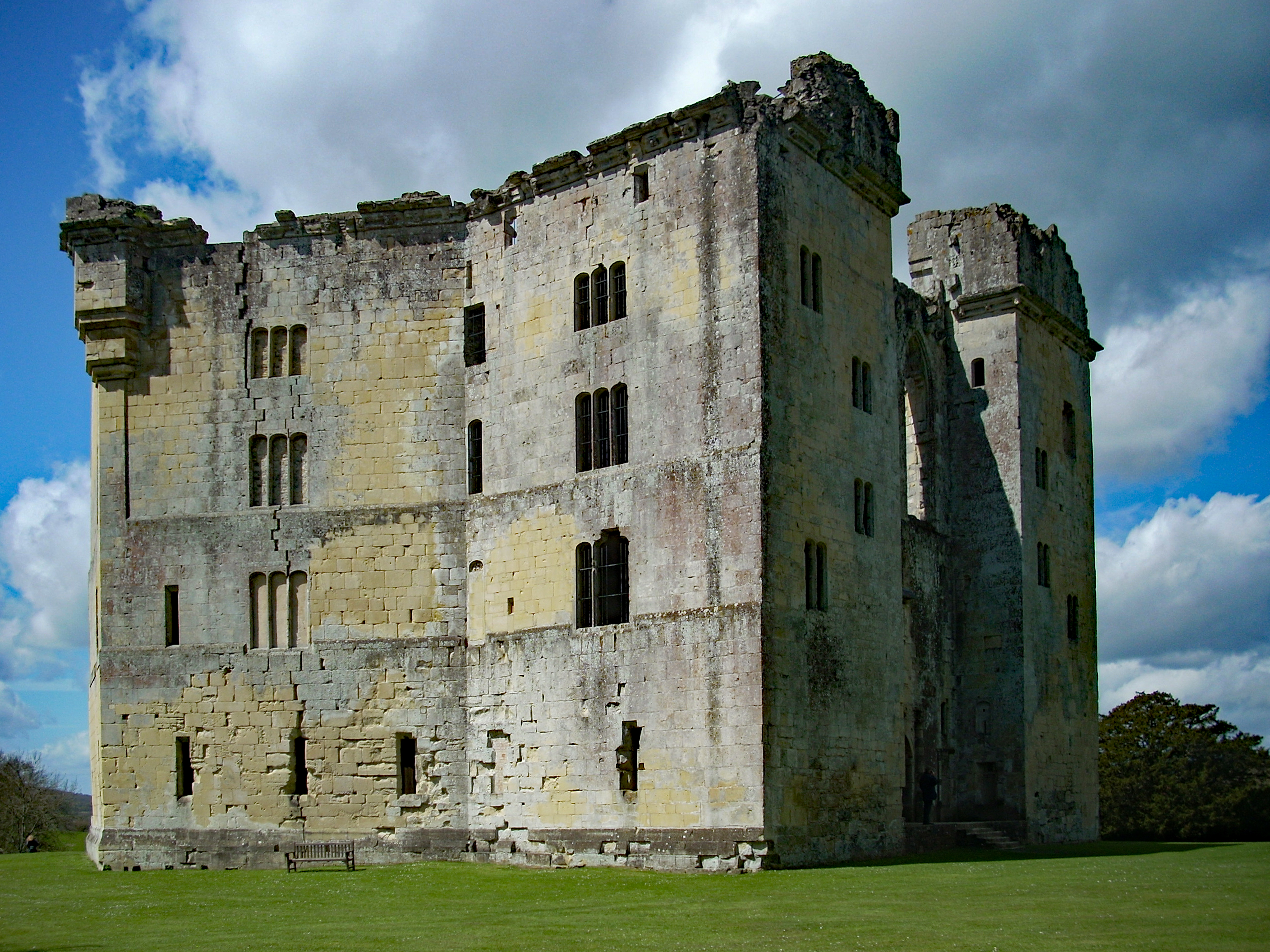
Castillo de Wardour, en Inglaterra, preservado en el como una ruina moderna

A mediados del siglo, los castillos en ruinas medievales se habían puesto de moda una vez más. Se les consideraba un interesante contrapunto a la arquitectura paladina clásica convencional, y una manera de dar un grado de encanto medieval a sus nuevos propietarios. El historiador Oliver Creighton sugiere que la imagen ideal de un castillo de la década de 1750 incluyó «rotas, siluetas suaves y un decaído, aspecto rugoso». En algunos casos, el campo de los alrededores de los castillos existentes se remodeló para resaltar las ruinas, como en el castillo de Henderskelfe, o en la reelaboración de "Capability" Brown del castillo de Wardour. También, las ruinas podían ser reparadas y reforzadas para presentar una apariencia más conveniente, como en el castillo de Harewood. En otros casos, los mottes, como que el castillo de Groby, se reutilizaron como bases de caprichos (follies) dramáticos, o, alternativamente, totalmente nuevos castillos capricho podía ser creados; ya sea desde cero o mediante la reutilización de piedra originales, como ocurrió durante la construcción de la Conygar Tower para el cual varias partes del castillo de Dunster fueron reutilizadas.
Al mismo tiempo los castillos fueron convirtiéndose en lugares turísticos por primera vez. Por la década de 1740 el castillo de Windsor se había convertido en una atracción turística temprana; visitantes ricos que podían pagar la entrada del castillo podían entrar, ver curiosidades como el cuerno de narval del castillo, y para la década de 1750 se podían compran las primeras guías turísticas. La primera guía para el castillo de Kenilworth siguió en 1777 con muchas ediciones posteriores en las siguientes décadas. Por los 1780s y 1790s visitantes estaban empezando a avanzar tan lejos como Chepstow, donde una atractiva guía acompañaba a los turistas alrededor de las ruinas como parte del popular Wye tour. En Escocia, el castillo de Blair se convirtió en una atracción popular debido a sus jardines, como se hizo en el castillo de Stirling con sus románticas conexiones. El castillo de Caernarfon, en el norte de Gales, atrajo a mucho visitantes, especialmente a artistas. Castillos irlandeses fueron menos populares, parcialmente porque los artistas contemporáneos consideraban al país como atrasado y las ruinas por lo tanto fallaron para proporcionar el contraste romántico necesario con la vida moderna.
La apreciación de castillos se desarrolló como avanzaba el siglo. Durante las décadas de 1770 y 1780 el concepto de la pintoresca ruina fue popularizado por el clérigo Inglés William Gilpin. Gilpin publicó varios trabajos en sus viajes a través de Gran Bretaña, exponiendo el concepto del paisaje «correctamente pintoresco». Tal paisaje, Gilpin argumentaba que por lo general requería un edificio como un castillo o una ruina para añadir consecuentemente la imagen natural. Las pinturas en este estilo generalmente describían castillos como indistintos, objetos débilmente coloreados en la distancia; en escrito, la cuenta pintoresca evitó detalle en favor de las primeras impresiones en negrilla en el sentido. Las ruinas de Goodrich particularmente atrajeron a Gilpin y sus seguidores; Conwy Castle fue, sin embargo, muy bien conservado y sin interés. Por el contrario, el trabajo artístico de los anticuarios James Bentham y James Essex, al final del siglo, sin llegar a ser una verdadera arqueología, fue detallada y suficientemente precisa para proporcionar una base sustancial de los pequeños detalles arquitectónicos en las características del castillo medieval y activar el trabajo de arquitectos como Wyatt.

## sigloXIX

### Uso militar y gubernamental

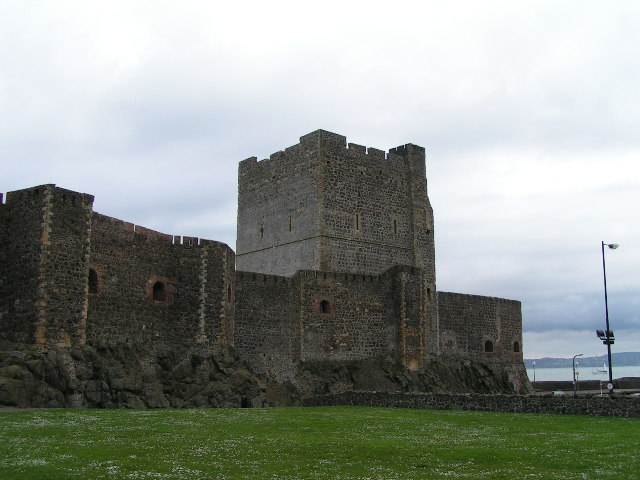
Castillo de Carrickfergus, en Irlanda, adaptado con troneras para defensa costera en los inicios del.

La utilidad militar de los castillos que quedaron en Gran Bretaña e Irlanda continuó disminuyendo. Algunos castillos se convirtieron en depósitos de regimiento, como el castillo de Carlisle y el castillo de Chester. El castillo de Carrickfergus fue re-equipado con troneras con el fin de proporcionar defensas costeras al final del período napoleónico. La inestabilidad política fue un problema importante durante los primeros años siglo XIX y la popularidad del Movimiento Cartista llevó a propuestas para fortificar la Torre de Londres, en el caso de disturbios civiles. El castillo de Dublín desempeñó un papel creciente en Irlanda, ya que presiones fenianas para la independencia crecieron durante el siglo.
El funcionamiento de las prisiones locales en lugares como castillos había sido criticada, ya que el trabajo de John Howard en la década de 1770, y la presión para la reforma seguía creciendo en los años 1850 y 1860. La reforma de la legislación acerca de la bancarrota y la deuda de 1869 eliminó en gran parte ir a prisión por deudas pendientes de pago, y en el proceso eliminaron los efectos de las prisiones del deudor en los castillos, como el St Briavels. Se hicieron esfuerzos para regularizar las condiciones en las cárceles locales, pero sin mucho éxito, y estos fracasos llevaron a la reforma penitenciaria en 1877, que nacionalizó las cárceles británicas, incluyendo prisiones en castillos como en York. Se pagó una indemnización a los anteriores propietarios, aunque en casos tales como en York, donde las instalaciones eran consideradas tan pobres como para ser reconstruida completamente, este pago fue denegado. En el corto plazo, esto dio lugar a una reducción del 39% en el número de prisiones de Inglaterra, incluyendo algunas famosas prisiones de castillos como Norwich; en los próximos años, la centralización y los cambios en el diseño de las prisiones llevaron al cierre de la mayoría de las prisiones de castillo restantes.

### Uso Social y cultural

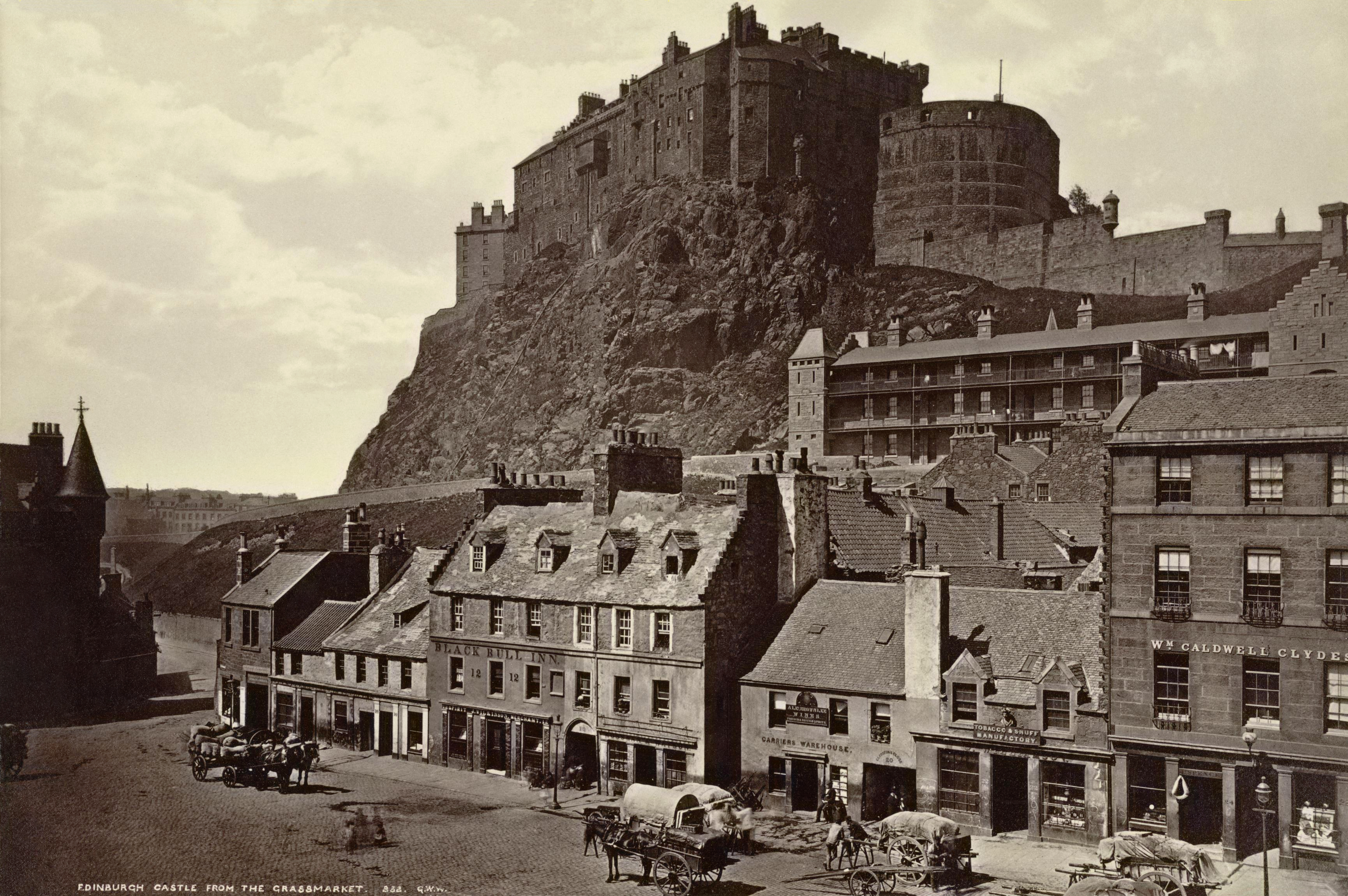
Castillo de Edimburgo, en Escocia, a mediados del, todavía siendo un lugar turístico en el periodo victoriano.

Muchos castillos vieron un aumento de visitantes por turismo, ayudados por las mejores conexiones de transporte y el crecimiento de los ferrocarriles. Las armerías en la Torre de Londres se abrieron para los turistas en 1828 con 40.000 visitantes en su primer año; En 1858 el número había aumentado a más de 100.000 por año. Lugares de interés como el castillo de Warwick recibido 6.000 visitantes durante 1825 y 1826, muchos de ellos viajan desde las crecientes ciudades industriales en las regiones centrales cercanas, mientras que los turistas victorianos se registraban con seis peniques para pasear por las ruinas del castillo de Goodrich. La extensión de la red ferroviaria a través de País de Gales y las Marcas influyó fuertemente en el flujo de turistas a los castillos de la región. En Escocia las visitas turísticas se hicieron cada vez más populares durante el siglo XIX, por lo general empezando en Edimburgo en el castillo de Edimburgo, y luego pasando hasta dos semanas más al norte, aprovechando la red ferroviaria y el buque de vapor en expansión. Blair Castle siguió siendo popular, pero otros castillos se unieron al circuito —el castillo de Cawdor se hizo popular una vez que el línea ferroviaria llegó al norte de Fort William.
Guías de compras y lectura se convirtieron en una parte cada vez más importante al visitar castillos; por la década de 1820 los visitantes podían comprar una guía en Goodrich que explicaba la historia del castillo, la primera guía de la Torre de Londres fue publicado en 1841 y guías de castillos escoceses llegaron a ser bien conocido por proporcionar registros históricos a largo de sus sitios, a menudo sobre novelas románticas para los detalles. De hecho, las novelas históricas de sir Walter Scott, Ivanhoe y Kenilworth ayudaron a establecer la popular imagen victoriana de un castillo medieval gótico. Las novelas de Scott situadas en Escocia también popularizaron varios castillos del norte, incluyendo al Tantallon que apareció en Marmion. Las historias de Irlanda comenzaron a subrayar el papel de castillos en el surgimiento del protestantismo y de los "valores británicos" en Irlanda, aunque el turismo siguió siendo limitado.

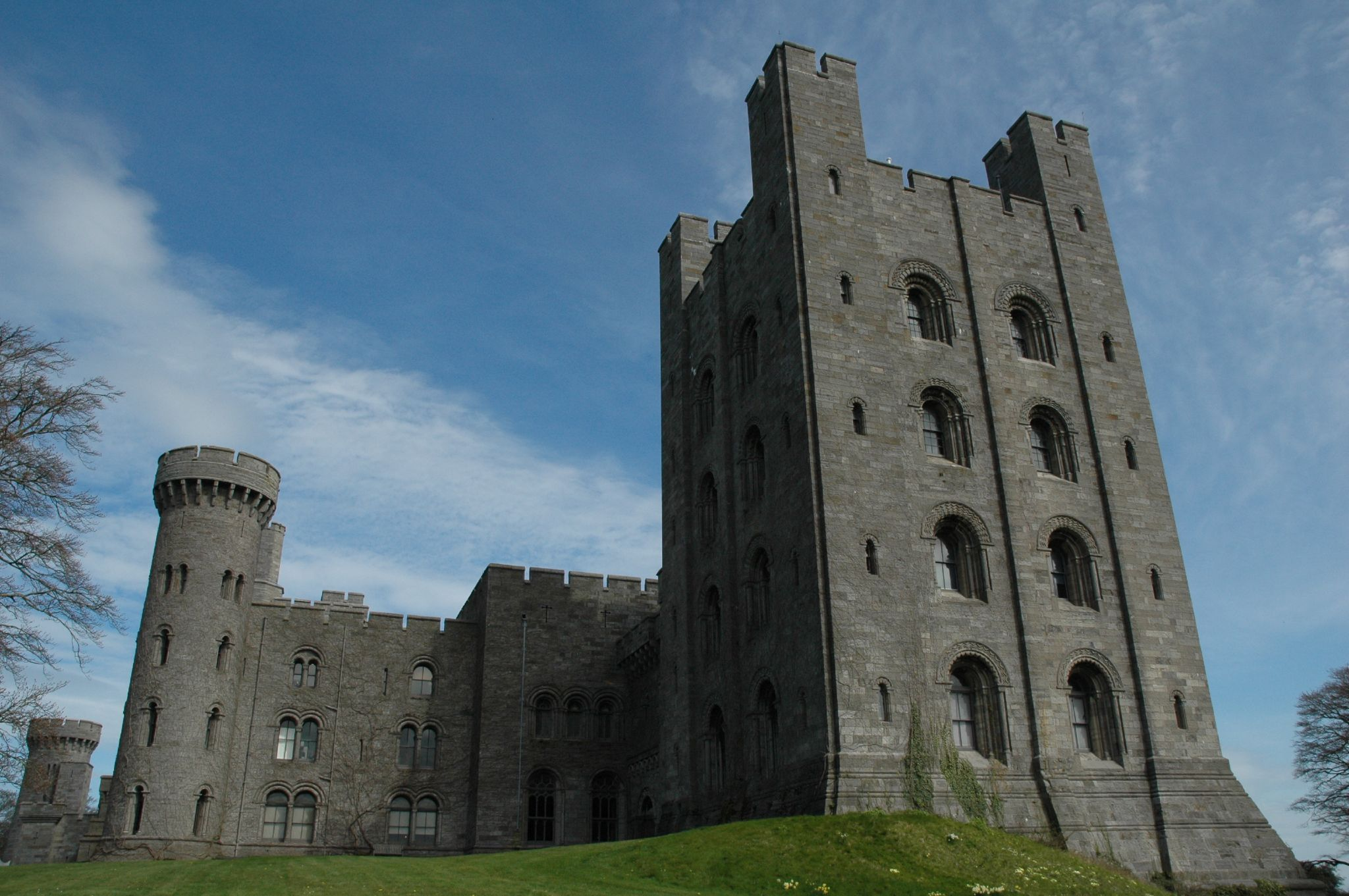
Castillo de Penrhyn, en Gales, una recreación del de un castillo normando

Una respuesta a esta popularidad fue en la puesta en marcha de la construcción de réplicas de castillos. Estos fueron particularmente populares en el comienzo del siglo XIX, y más tarde en el período victoriano. Manuales de diseño se publicaron que ofrecían detalles de cómo recrear la apariencia de un castillo gótico original en una nueva construcción, dando lugar a una serie de trabajos, tales como el castillo de Eastnor en 1815, el falso castillo normando de Penrhyn entre 1827 a 1837 y la imitación del castillo eduardiano de Goodrich Court en 1828. Los victorianos posteriores construyeron el galés Castell Coch en la década de 1880 como una construcción gótica de fantasía y el último ejemplo de réplica, el castillo de Drogo, fue construido en fecha tan tardía en 1911.
Otra respuesta fue mejorar los castillos existentes, trayendo sus características históricas a menudo caóticas en línea con una estética arquitectónica más integrada en un estilo a menudo denominado Gothic Revivalism. Hubo numerosos intentos de restaurar o reconstruir castillos a fin de producir un estilo gótico consistentemente, al corriente de auténticos detalles medievales, un movimiento en el que el arquitecto Anthony Salvin fue particularmente prominente —como se ilustra en la reelaboración del Alnwick y gran parte del castillo de Windsor. Una tendencia similar se observó en Rothesay donde William Burges renovó los castillos más antiguos para producir un diseño más "auténtico", fuertemente influenciado por la obra del arquitecto francés Eugène Viollet-le-Duc. Al norte de la frontera esto resultó en el estilo distintivo de la arquitectura baronial escocesa, que tomó características francesas y tradicionales medievales escocesas y reinventándolos en un estilo barroco. El estilo también demostró ser muy popular en Irlanda, por ejemplo, con el castillo Oliver de George Jones en la década de 1850, formando de un buen ejemplo de la moda. Como con el Gothic Revivalism, arquitectos escoceses baroniales frecuentemente mejoraban castillos existentes: como el castillo Floor, que fue transformado en 1838 por William Playfair quien añadió grandes torres y cúpulas. De manera similar la casa-torre del siglo XVI del castillo de Lauriston se convirtió en el ideal victoriano de una «laberíntica casa medieval ». El estilo se extendió al sur y el famoso arquitecto Edward Blore añadió un toque señorial escocés a su trabajo en el Windsor.
Con este ritmo de cambio, preocupaciones habían comenzado a crecer a mediados del siglo por la amenaza de los edificios medievales en Gran Bretaña, y en 1877 William Morris estableció la Society for the Protection of Ancient Buildings. Un resultado de la presión pública fue la aprobación de la Ancient Monuments Protection Act 1882, pero las disposiciones de la ley se centraron en las estructuras prehistóricas desocupadas y los edificios medievales como castillos estaban exentos de ella sin dejar ninguna protección legal.

## sigloXXyXXI

### 1900 a 1945

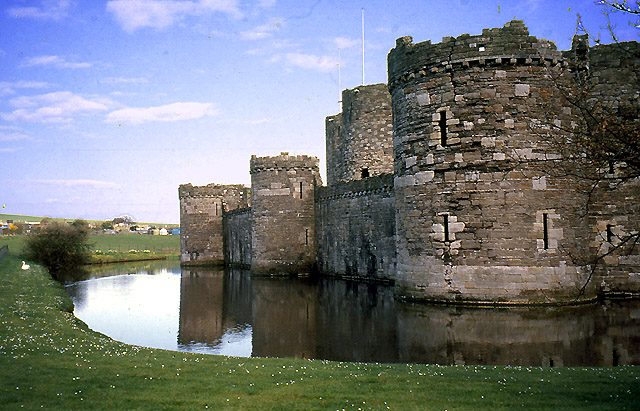
Castillo de Beaumaris, en Gales, mostrando su apariencia restaurada después de su obra en los años 1920

Durante la primera mitad del siglo se mantuvieron varios castillos, o regresaron a ser de uso militar. Durante la Guerra Irlandesa de Independencia, el castillo de Dublín siguió siendo el centro de las operaciones británicas de administración, militares y de inteligencia en Irlanda hasta la transferencia de poder y del castillo al Estado Libre Irlandés en 1922. Durante la Segunda Guerra Mundial, la Torre de Londres se utilizó para retener y ejecutar sospechosos de espionaje, y fue utilizado para detener brevemente a Rudolf Hess, lugarteniente de Adolf Hitler, en 1941. El castillo de Edimburgo se utilizó como un instalación de prisionero de guerra, mientras que el castillo de Windsor fue despojado de los tesoros reales más delicados y también fue utilizado para proteger a la familia real británica de los peligros de el Blitz. Algunos castillos costeros se utilizaron para apoyar las operaciones navales: las fortificaciones medievales del castillo de Dover se utilizaron como base para las defensas a través del estrecho de Dover; el castillo Pitreavie en Escocia se utilizó para apoyar la Royal Navy; y el castillo de Carrickfergus en Irlanda se utilizó como base de defensa costera. Algunos castillos, como Cambridge y Pevensey, entraron en planes para las defensas locales en caso de una invasión alemana. Un puñado de estos castillos retuvieron un papel militar después de la guerra; Dover fue utilizado como un centro de comando de guerra nuclear (refugio nuclear) en la década de 1950, mientras que el Pitreavie fue utilizado por la OTAN hasta el siglo XXI.
El fuerte interés cultural en los castillos británicos persistió en el siglo XX. En algunos casos, esto tuvo consecuencias destructivas, por ejemplo, los ricos coleccionistas compraban y removían características arquitectónicas y otros objetos históricos de castillos para sus propias colecciones, una práctica que produjo preocupación oficial significativa. Algunos de los casos más significativos incluyen el castillo de San Donat, comprado por William Randolph Hearst en 1925 y después decorado con numerosos edificios medievales removidos de sus lugares de origen en Gran Bretaña, y el caso de Hornby, donde muchas partes del castillo fueron vendidas y enviadas a compradores en los Estados Unidos. En parte como resultado de estos casos, se introdujeronfacultades legales para proteger a los castillos, las actas del Parlamento en 1900 y 1910 ampliaron los términos de la legislación anterior en los monumentos nacionales para permitir la inclusión de castillos. Una ley del Parlamento en 1913 introdujo las órdenes de conservación. por primera vez, y estos poderes se ampliaron en 1931. Del mismo modo, después del final de la guerra civil irlandesa, el nuevo estado irlandés tomó medidas para extender y reforzar la legislación británica anterior para proteger monumentos nacionales irlandeses.
A comienzos del siglo hubo una serie de importantes proyectos de restauración de castillos británicos. Antes del estallido de la Primera Guerra Mundial el trabajo se llevó a cabo en Chepstow, Bodiam, Caernarfon y Tattershal; después del final de la guerra varios proyectos de restauración financiados por el estado ocurrieron en la década de 1920 con Pembroke, Caerphilly y Goodrich, el más grande de estos. Este trabajo normalmente centrado en recortar la vegetación invasora en ruinas de los castillos, en especial la hiedra, y eliminando piedras dañadas o inestable; castillos como Beaumaris vieron sus fosos limpiados y llenos de agua. Algunos castillos como el de Eilean Donan en Escocia fueron reconstruidos sustancialmente en los años de entreguerras. La industria temprana del cine del Reino Unido se interesó en castillos como locaciones de rodaje posibles, empezando por Ivanhoe filmada en el castillo de Chepstow en 1913 y protagonizada por el actor estadounidense King Baggot.

### 1945 alsigloXXI

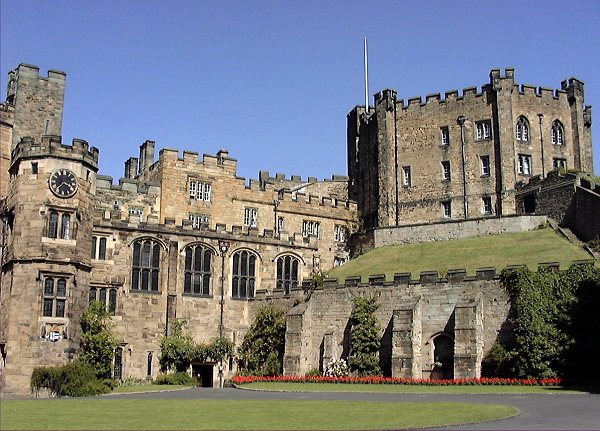
Castillo de Durham, en Inglaterra, declarado Patrimonio de la Humanidad por la UNESCO en los 1980

Después de la Segunda Guerra Mundial las pintorescas ruinas de castillos pasaron de moda. La preferencia de conservación era restaurar los castillos con el fin de producir lo que Oliver Creighton y Robert Higham han descrito como un «meticuloso cuidado de la edificación, céspedes impecables y altamente regulados, ambiente agradable para el visitante», aunque la reconstrucción o la reproducción de la apariencia original del castillo fuera disuadida. Como resultado, la piedra y los muros de los castillos de hoy en día, usadas como atracciones turísticas, estaban por lo general en condiciones mucho mejores de lo que hubieran estado en el período medieval. La preservación de los paisajes más amplios del pasado también aumentó en importancia, reflejada en la decisión del programa de la UNESCO, “Patrimonio de la Humanidad”, para reconocer internacionalmente varios castillos británicos, entre ellos Beaumaris, Caernarfon, Conwy, Harlech, Durham y la Torre de Londres como merecedores de importancia cultural internacional en la década de 1980.
El grupo más numeroso de castillos ingleses son ahora aquellos que son propiedad de Patrimonio Inglés (English Heritage), creado a partir del antiguo Ministerio de Obras en 1983. La Fundación Nacional para los Lugares de Interés Histórico o de Belleza Natural (National Trust) fue adquiriendo castillos en Inglaterra en la década de 1950, y es el segundo mayor propietario individual, seguido por diferentes autoridades locales inglesas y, finalmente, un pequeño número de propietarios privados. Los castillos reales, como la Torre de Londres y Windsor son propiedades del Occupied Roral Palaces Estate en nombre de la nación. Existen organizaciones similares en el Escocia, donde la National Trust for Scotland fue establecida en 1931, y en Irlanda, donde An Taisce fue creado en 1948 para trabajar junto con el Ministerio de Obras irlandés para mantener castillos y otros sitios. Algunas nuevas organizaciones han surgido en los últimos años para gestionar castillos, como la Landmark Trust y la Irish Landmark Trust, que han restaurado una serie de castillos en el Reino Unido e Irlanda en las últimas décadas.
Los castillos siguen siendo atracciones muy populares: en 2009 cerca de 2,4 millones de personas visitaron la Torre de Londres, 1,2 millones visitaron el castillo de Edimburgo, 559.000 visitaron el castillo de Leeds y 349.000 visitaron el castillo de Dover. Irlanda, quien durante muchos años no había explotado el potencial turístico de los castillos de su patrimonio, comenzó a animar a más turistas en los años 1960 y 1970 y los castillos irlandeses son ahora una parte fundamental de la industria del turismo de Irlanda. Los castillos británicos e irlandeses están hoy en día también estrechamente ligados a la industria cinematográfica internacional, con visitas turísticas a castillos ahora a menudo implica no solo una visita a un sitio histórico, sino también una visita a la ubicación de una película popular.

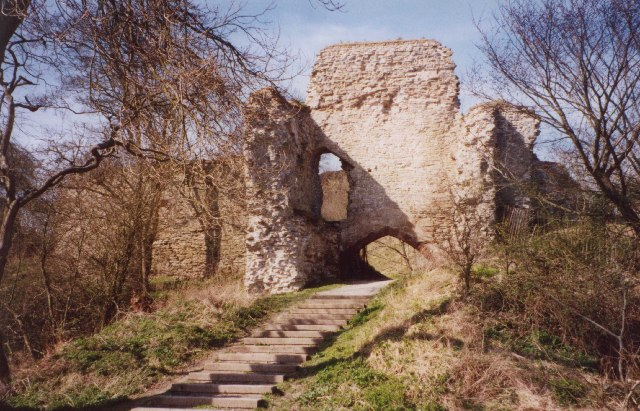
Castillo de Wigmore, en Inglaterra, presentado en un estado no conservado después de su adquisición por la English Heritage en 1995

La gestión y el manejo de los castillos históricos de Gran Bretaña ha sido a veces polémico. Los castillos, a finales del siglo XX y principios del siglo XXI, son generalmente considerados parte de la industria del patrimonio, en la cual los sitios históricos son presentados comercialmente como atracciones para los visitantes. Algunos académicos, como David Lowenthal, han criticado la forma en que estas historias están constantemente reconstruidas culturalmente y socialmente y condenadas a la "degradación comercial" del sitio como la Torre de Londres. El reto de cómo gestionar estas propiedades históricas a menudo ha requerido decisiones prácticas. En un extremo del espectro, los propietarios y los arquitectos han tenido que hacer frente a desafíos prácticos de reparar pequeños castillos en descomposición utilizados como casas privadas, como en el castillo de Picton, donde la humedad resultó ser un problema considerable. En el otro extremo de la escala, el incendio en el castillo de Windsor en 1992 abrió un debate nacional acerca de cómo el ala quemada del castillo debería ser reemplazada, el grado en que los diseños modernos deberían ser introducidos y quién debería pagar los costos de 37 millones de € (50,2 millones de libras en términos del 2009). En Kenilworth la reconstrucción especulativa y comercial de los jardines del castillo en un estilo isabelino llevó a un debate académico vigoroso sobre la interpretación de la evidencia arqueológica e histórica. Las tendencias en la conservación se han alterado y, en contraste con el enfoque de la posguerra de conservación, trabajos recientes en castillos como el Wigmore, adquirido por el English Heritage en 1995, han tratado de minimizar el grado de intervención en el sitio.

## Historiografía

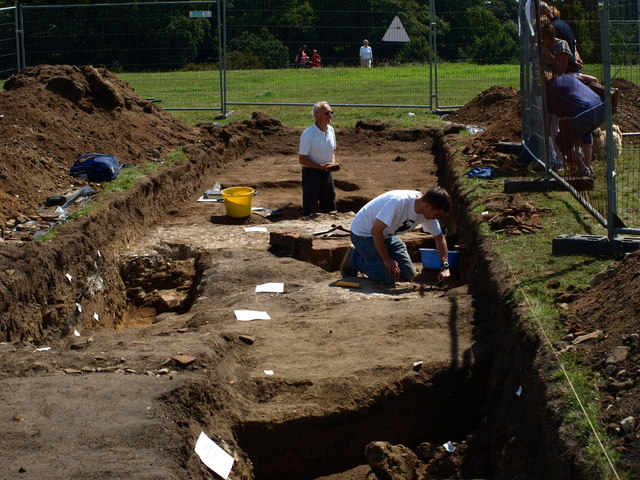
Investigaciones arqueológicas en 2009 intentaron identificar la locación del castillo de Ampthill

Las primeras historias de castillos británicos e irlandeses se registraron, aunque de una manera un tanto fragmentada, por John Leland en el siglo XVI y, para el siglo XIX el análisis histórico de castillos había llegado a ser popular. Los historiadores victorianos como George Clark y John Parker llegaron a la conclusión de que los castillos británicos se habían construido para fines de defensa militar, pero creen que su historia era anterior a la conquista, concluyendo que los mottes de todo el campo habían sido construidos por los romanos o celtas.
El estudio de los castillos por los historiadores y arqueólogos se desarrolló considerablemente durante el siglo XX. La historiadora y arqueóloga de principios del siglo XX Ella Armitage publicó un libro pionero en 1912, con el argumento convincente de que los castillos británicos eran de hecho una introducción de los normandos, mientras que el historiador Alexander Thompson también publicó en el mismo año, trazando el curso del desarrollo militar inglés de castillos a través de la Edad Media. La Victoria County History de Inglaterra comenzó a documentar los castillos del país en una escala sin precedentes, proporcionando un recurso adicional para el análisis histórico.
Después de la Segunda Guerra Mundial, el análisis histórico de los castillos británicos fue dominado por Arnold Taylor, R. Allen Brown y D.J. Cathcart Rey. Estos académicos hicieron uso de una cantidad creciente de evidencias arqueológicas, como en la década de 1940 donde se registró un aumento del número de excavaciones de castillos mota castral, y el número de excavaciones de castillo en su conjunto pasó a duplicarse durante la década de 1960. Con un número creciente de castillo bajo amenaza en las zonas urbanas, un escándalo público en 1972 que rodeaba el desarrollo del castillo de Baynard en Londres contribuyó a las reformas y a la re-priorización de los fondos para la arqueología de rescate. A pesar de ello el número de excavaciones de castillos cayeron entre 1974 y 1984, con los trabajos arqueológicos centrándose en las excavaciones realizadas en pequeña escala, pero menos en sitios de gran escala. El estudio de los castillos británicos permaneció principalmente centrado en el análisis de su papel militar, basándose en el modelo evolutivo de las mejoras sugeridas por Thompson a principios de siglo.
En la década de 1990 una nueva evaluación de amplio alcance de la interpretación de los castillos británicos se llevó a cabo. Una discusión académica importante sobre la historia y el significado detrás del castillo de Bodiam inició un debate, lo que concluyó a que muchas características de los castillos previamente vistos principalmente como de naturaleza militar eran en realidad construidoa por razones de estatus y poder político. Como el historiador Robert Liddiard tiene descrito, el antiguo paradigma del «militarismo normando» como fuerza impulsora detrás de la formación de castillos de Gran Bretaña fue reemplazado por un modelo de «poder pacífico». Los siguientes veinte años se caracterizaron por un número creciente de publicaciones importantes en el estudio de castillo, que examinan los aspectos sociales y políticos de las fortificaciones, así como su papel en el paisaje histórico. A pesar de que no es indiscutida, esta perspectiva "revisionista" sigue siendo el tema dominante en la literatura académica en la actualidad.